# Mang'Azur
Le festival Mang’Azur est une convention associative toulonnaise organisée par l’AFJ (amitiés franco-japonaise) chaque année depuis 2006. Il a pour objectif de promouvoir la culture japonaise sous toutes ses formes de manière ludique et de proposer une alternative aux autres conventions du genre sur le thème du manga, de l'anime et de la culture japonaise.

## Présentation

### L'association
L’association amitiés franco-japonaises (AFJ) est une association fondée le 9 mars 2004 par Marie Bladier. Référencée au consulat du Japon de Marseille ainsi qu’à l’ambassade du Japon de Paris, elle organise depuis cette date des activités sur le thème de la culture japonaise dans le but de promouvoir l’art et les traditions du Japon. Depuis le 7 octobre 2010, Yannick Llorca a repris la direction de l’association et assure la pérennité de ces actions. L’association regroupe régulièrement de nombreux passionnés sur un thème donné de la culture japonaise, en réunissant amateurs ou professionnels, satisfaisant une demande sans cesse en évolution.
Le festival Mang’Azur est l’aboutissement de ce projet associatif, et après une année de travail, il permet de faire découvrir à un large public cette culture au travers de ses traditions, sa musique, sa modernité en rassemblant les acteurs de la scène française et japonaise dans ce domaine.

### Le festival
En 1993, la convention Cartoonist ouvre ses portes à Toulon et à Paris afin de promouvoir la culture japonaise et le film amateur français. Véritable précurseur du genre, le Cartoonist s’arrête en 2003 à cause de problèmes financiers.
Forte de l’impulsion donnée par ce festival se crée l'association « Amitiés Franco-Japonaises » (AFJ) en 2004. Elle reprend le flambeau après deux ans de travail en organisant le Mang’Azur, dont la première édition aura lieu en 2006 au palais des congrès Neptune de Toulon.
Le nom du festival est une trouvaille de Gérald de l'association MéluZine.

## Éditions

### Édition 2006 – Mang'Azur, le festival de la culture japonaise
La première édition du festival a rassemblé plus de 3 000 personnes sur deux jours. Festival associatif, il s'est construit sur deux ans grâce à la force de ses bénévoles qui ont su teindre l'ambiance de convivialité.
34 partenaires et exposants ont répondu présents à l'appel, pour offrir aux visiteurs des concours, des jeux vidéo, des initiations à la culture 'pop' et traditionnelle.

Cette première réussite fut un essai transformé et de solides bases furent plantées pour la suite.

### Édition 2007 – Matsuri: Les fêtes japonaises
La deuxième édition fut très attendue par les visiteurs et la mise en place de ce festival réunit 5 000 visiteurs autour d’une même convivialité et d’un même lieu.
C’est avec 43 partenaires qu’elle offrit, à travers une équipe soudée et motivée de jeunes de la région, une nouvelle possibilité de découvrir une des nombreuses facettes du Japon : les arts traditionnels.

	
En effet, c'est sous le thème des Matsuri, les fêtes traditionnelles japonaises, que les visiteurs purent découvrir un troisième étage totalement consacré à la culture.

### Édition 2008 – Tokyo: Portrait d'une ville moderne
Pour la troisième édition, le Mang’Azur innove dans ses activités grâce à la visite des rues du Tokyo.
Le festival fut doté d’un jardin zen, d'un maid café, et il y eut une vingtaine de concours, de concerts, de conférences et de tournois centrés sur le Japon moderne.
C’est en rassemblant 7 000 personnes que le festival continue sur sa lancée.

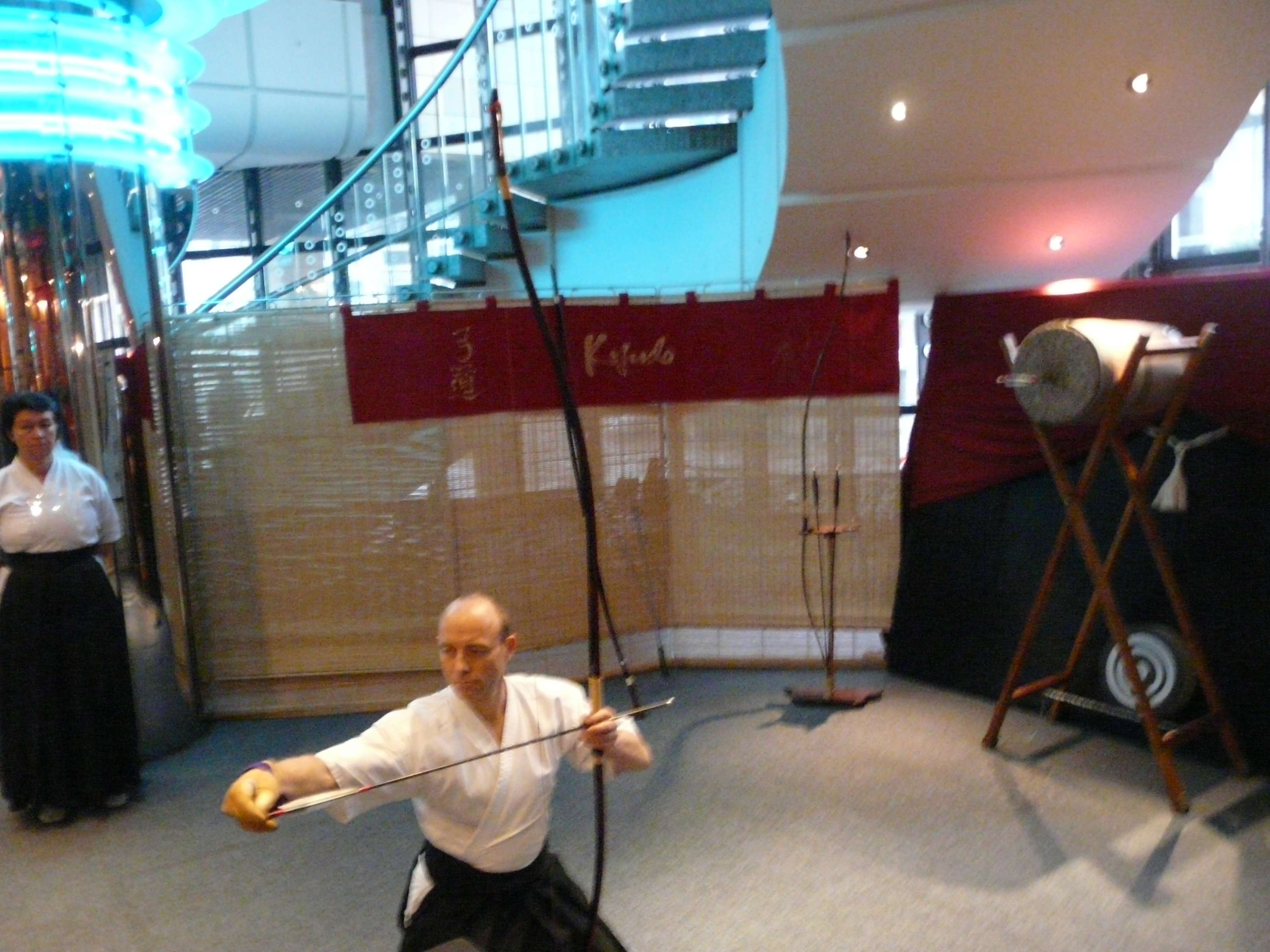
Kyudo
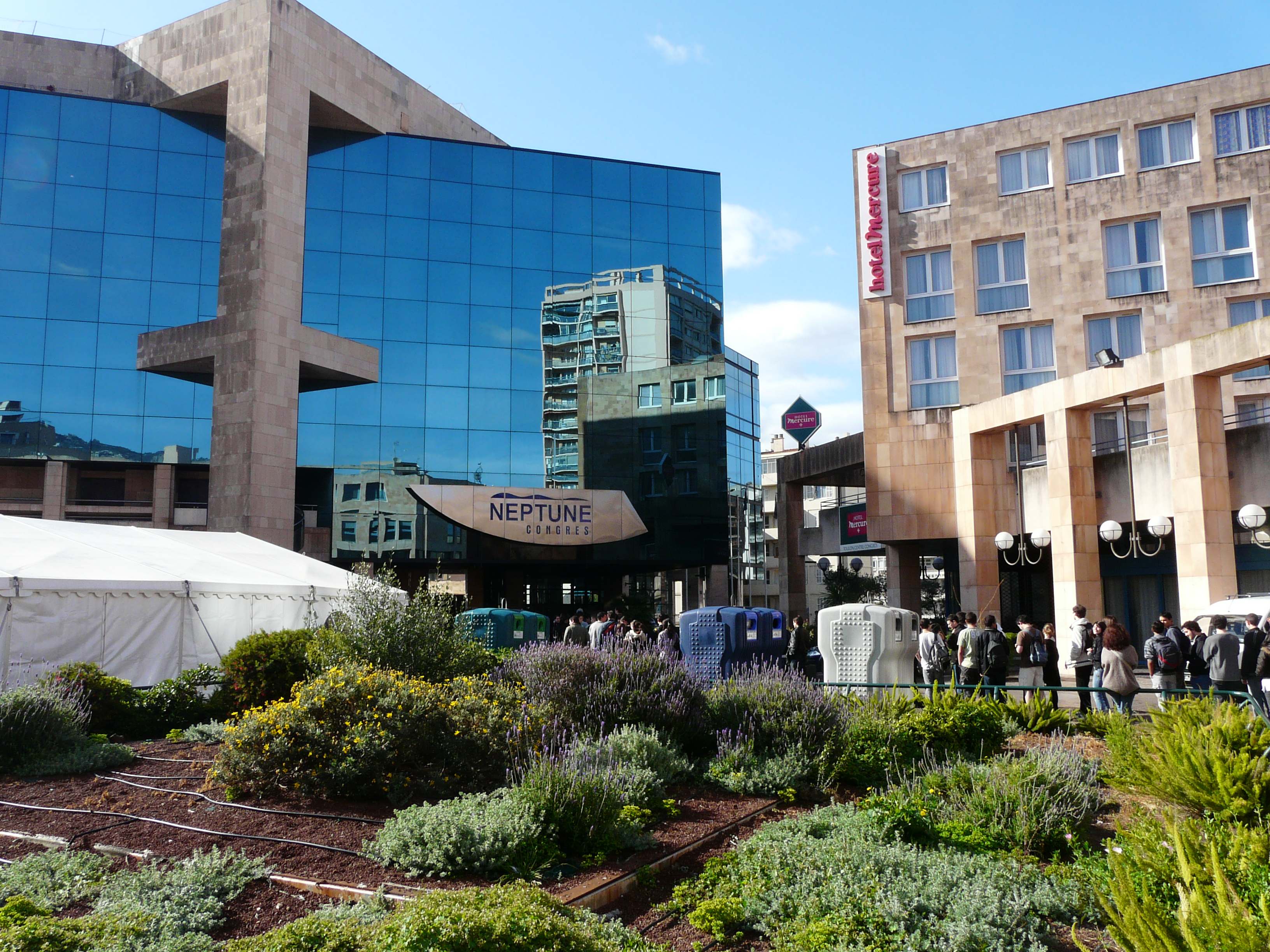
Mang'Azur - 2008 - File attente
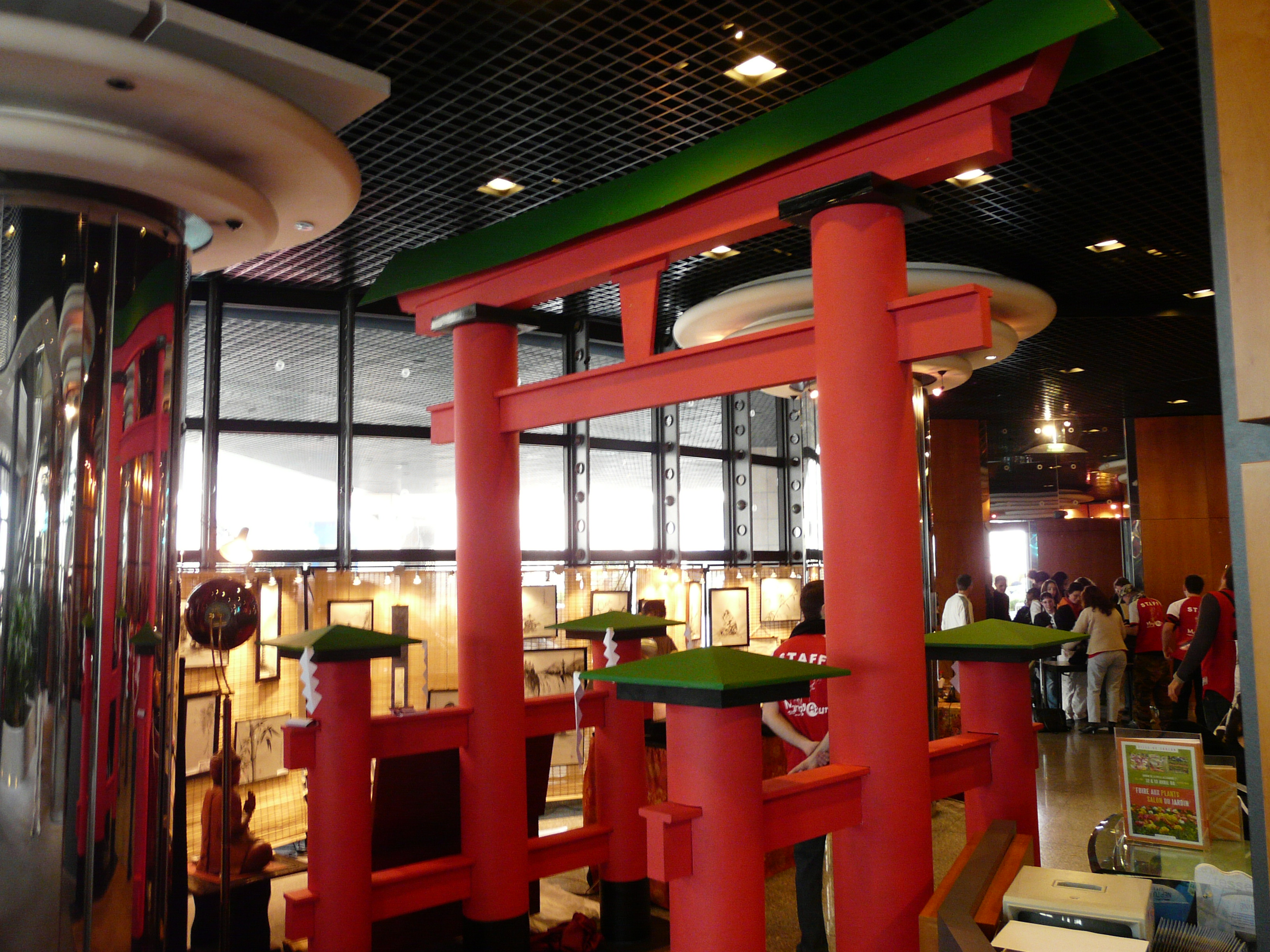
Niveau 0
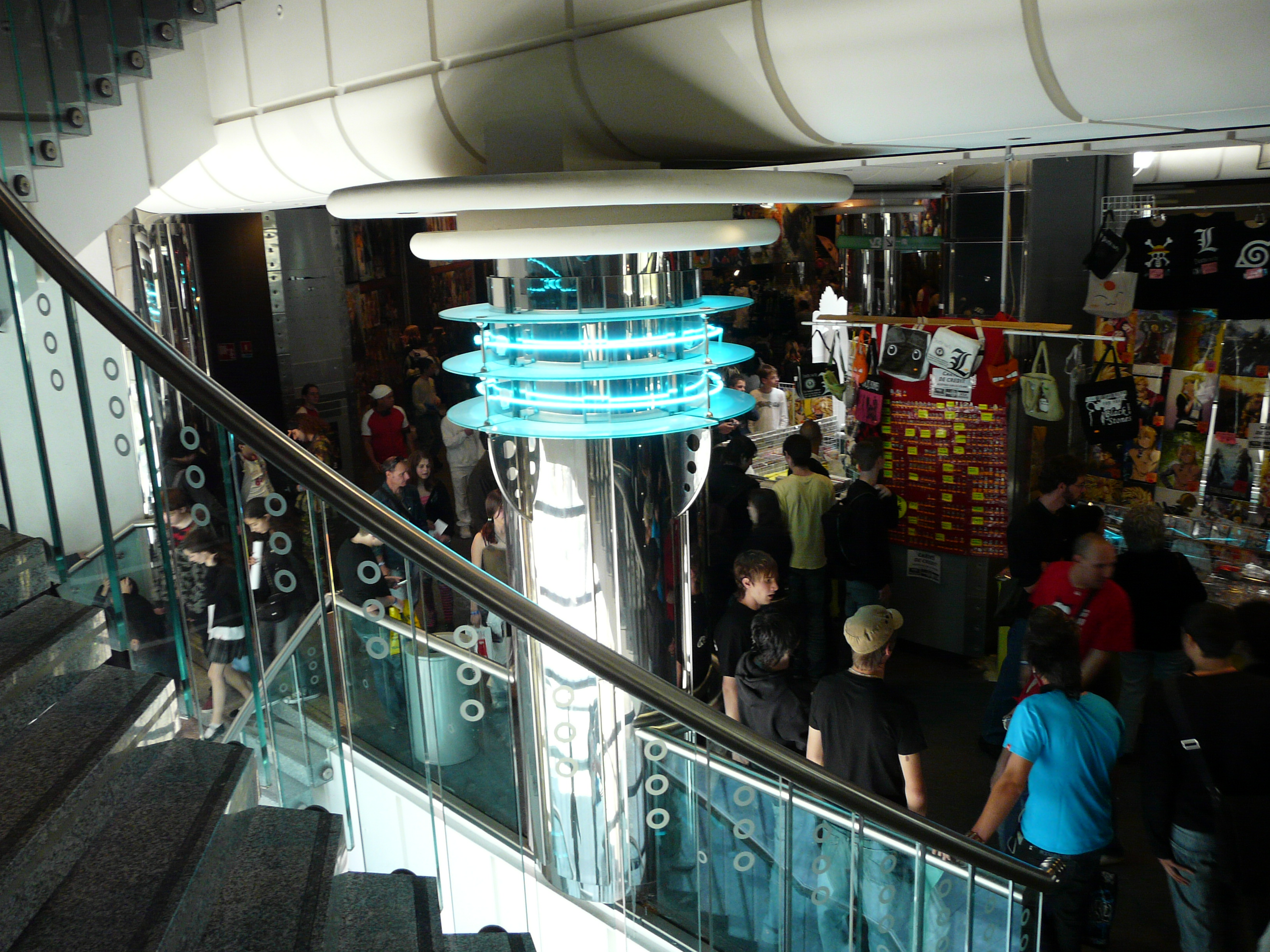
Niveau 1
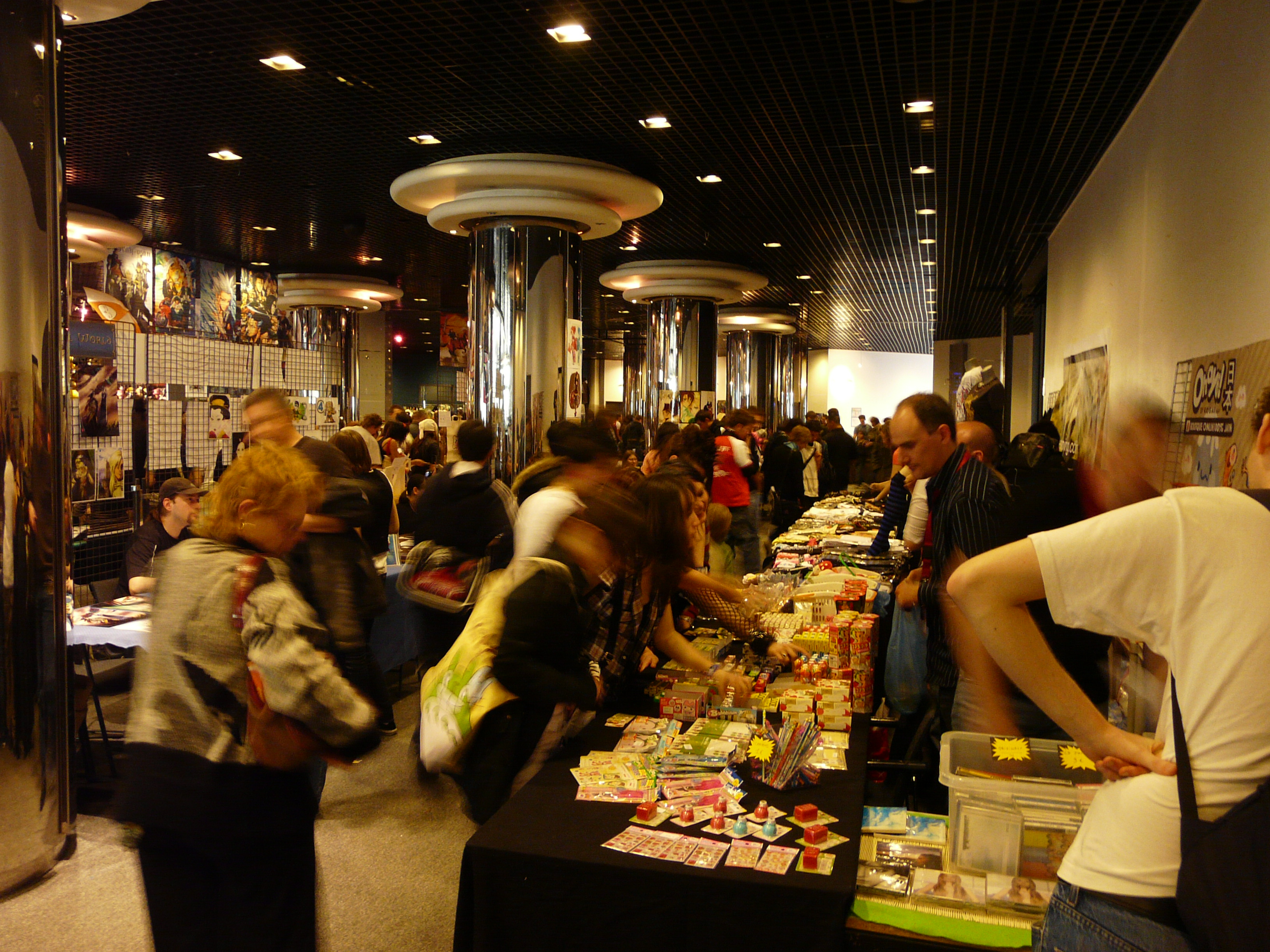
Niveau 1
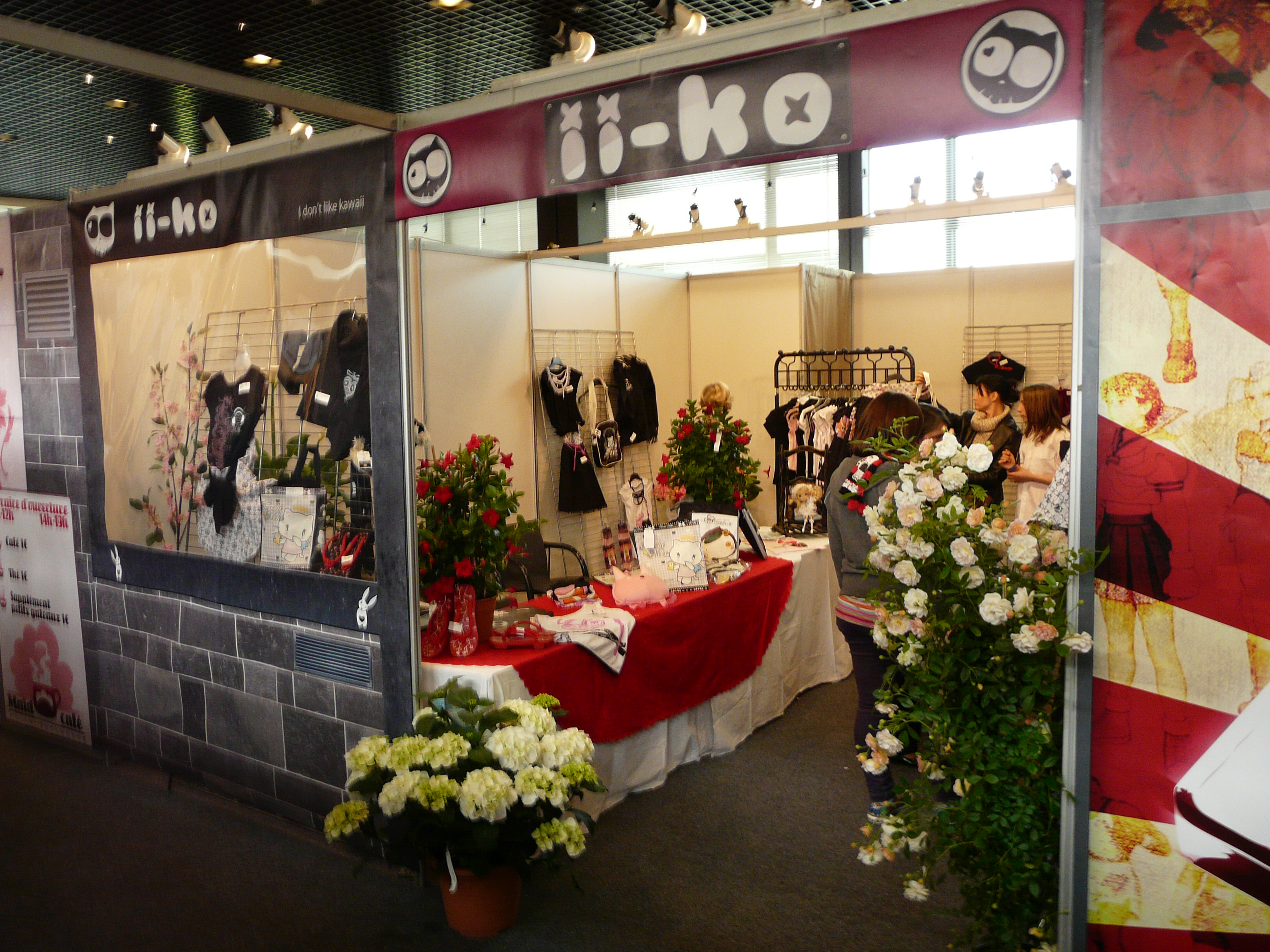
Niveau 3
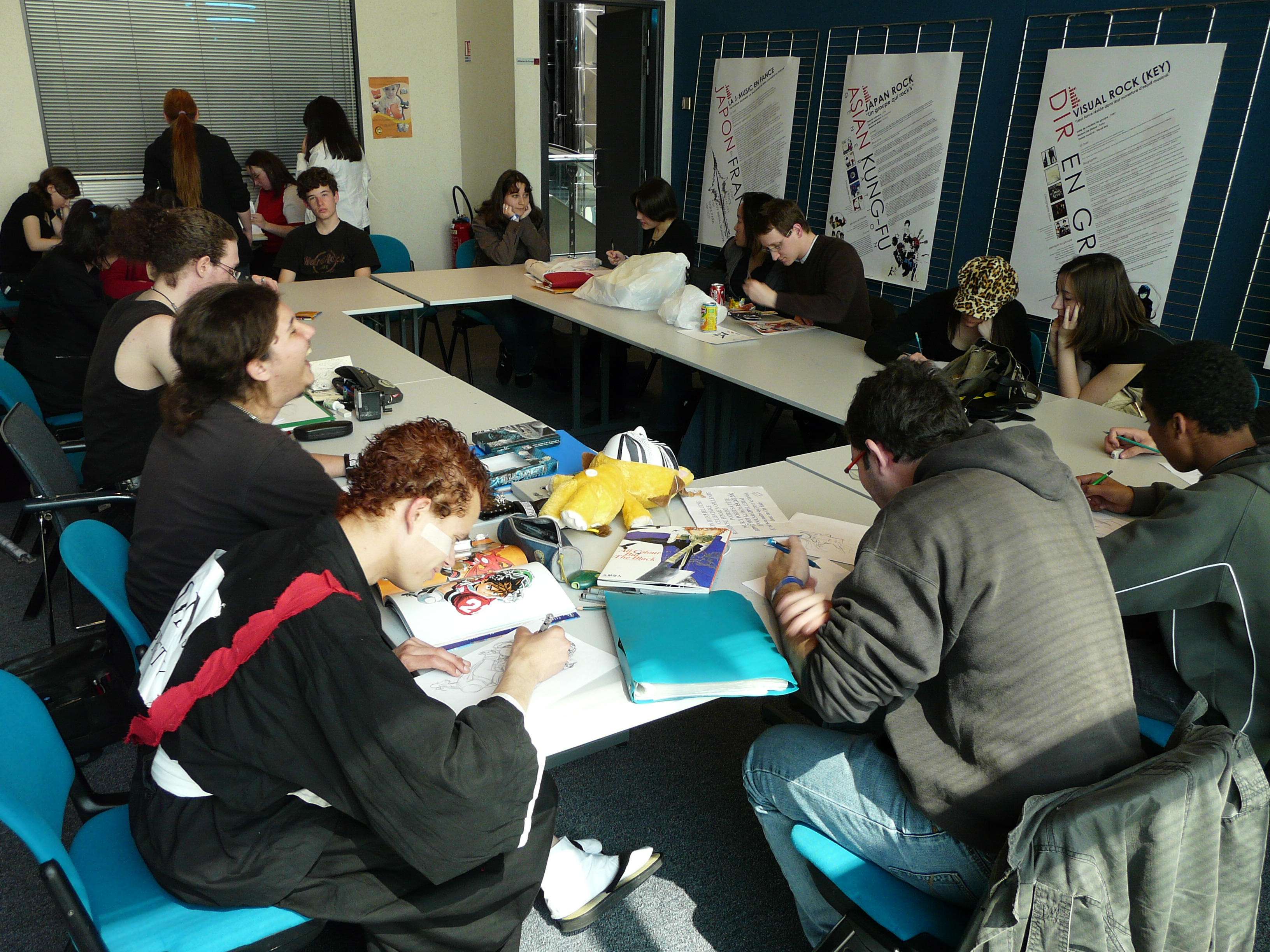
Niveau 2
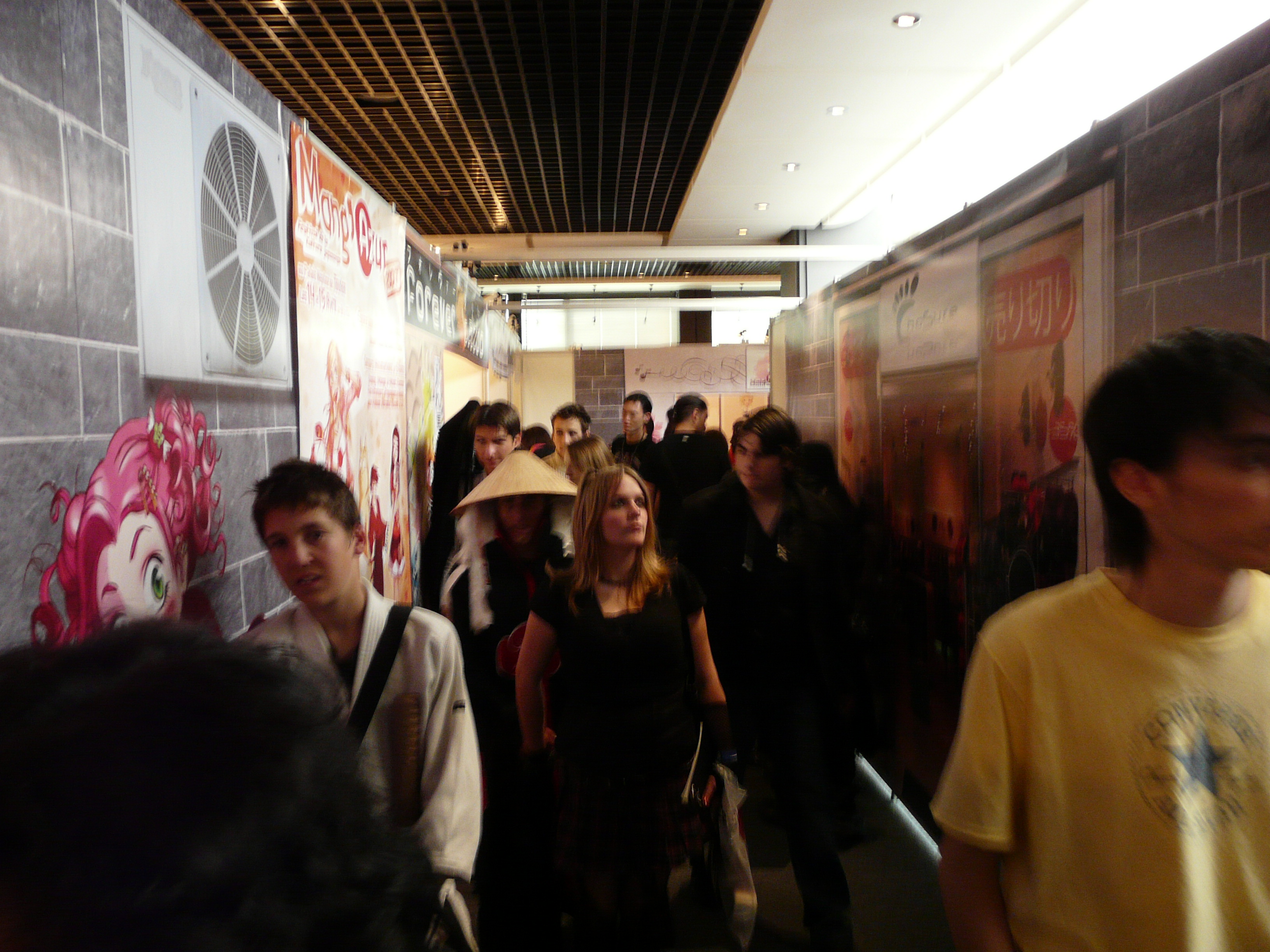
Niveau 3
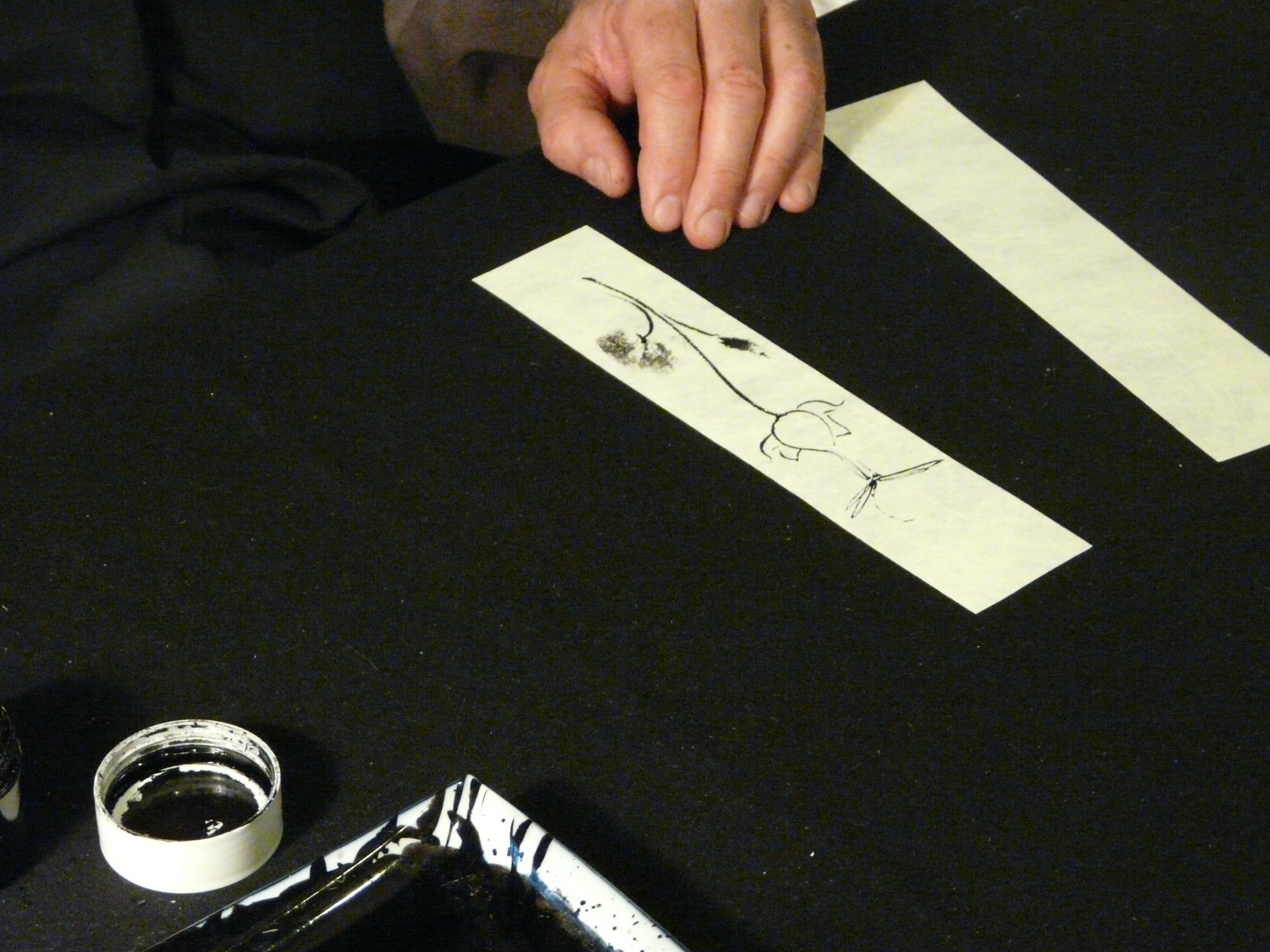
Niveau 0
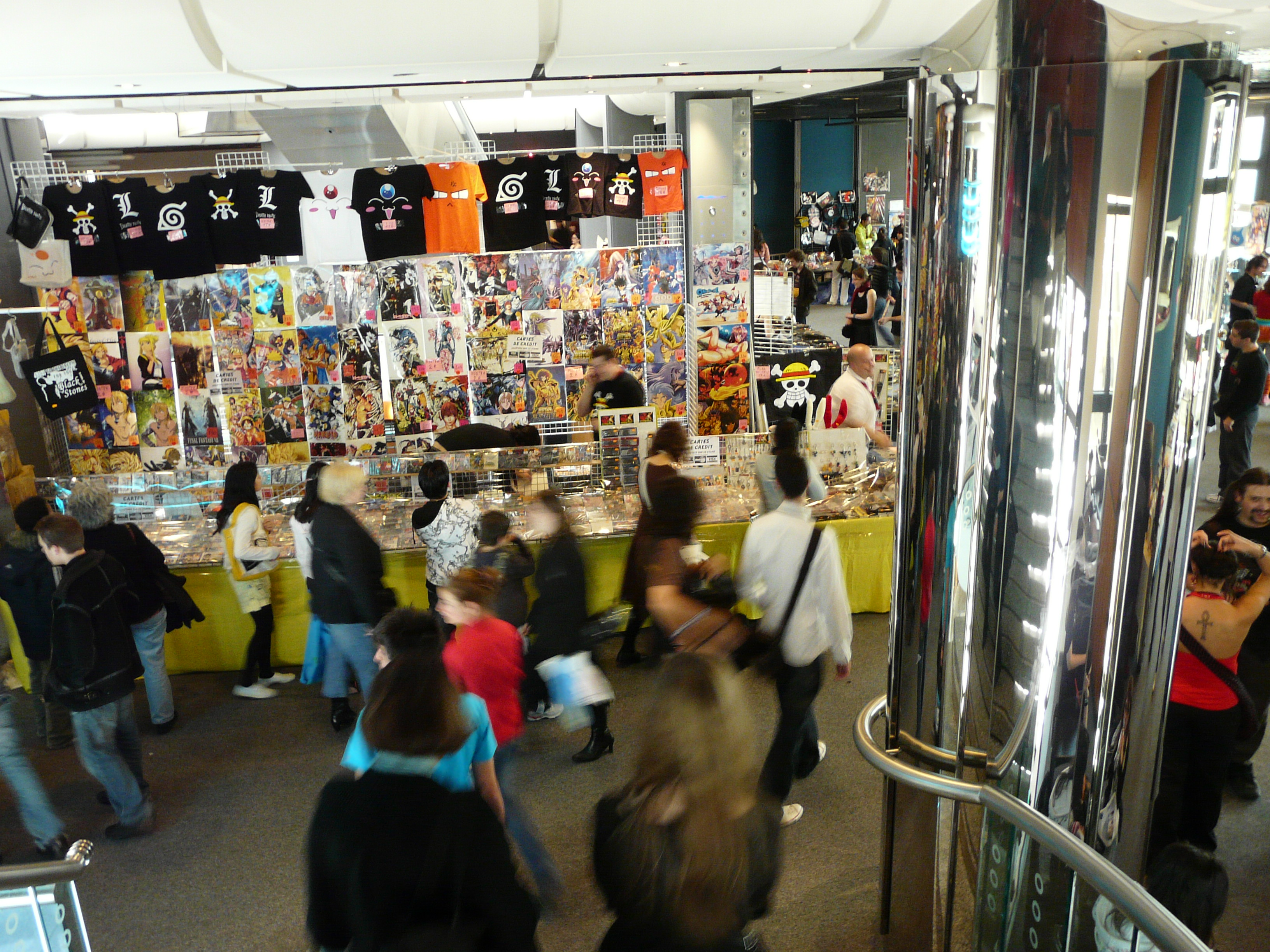
Niveau 1

### Édition 2009 – L'ère Edo: Le temps des samouraï

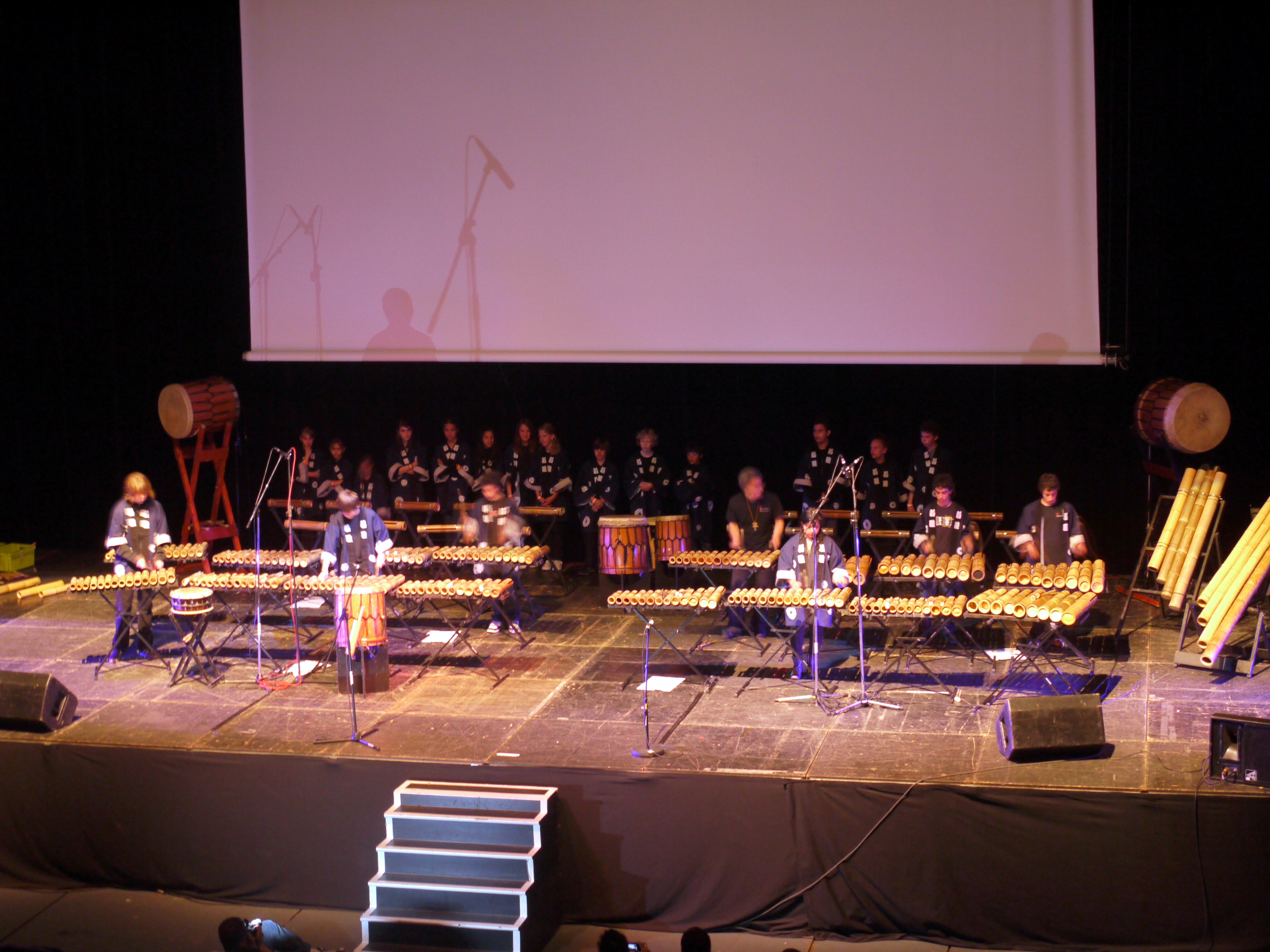
Concert des 'Pousses de Bamboo'

La quatrième édition du festival s'est tenue les 18 et 19 avril 2009 au Zénith Oméga de Toulon. Sur le thème du « Japon de l'Ère Edo », il a réuni sur une superficie de plus de 3 000 m2 près de 10 000 visiteurs sur les deux jours d'ouverture.
Au niveau des invités, Yuuki Obata (mangaka de C'était nous aux éditions Soleil) était l'invitée d’honneur de cette édition, mais de grands noms du doublage français étaient également présents comme Gérald Ory, Éric Legrand et Patrick Borg (doubleurs français de Dragon Ball Z (Son Goku, Vegeta…), les Chevaliers du Zodiaque (Seiya) et de nombreux jeux actuels) et Christophe Lemoine (South Park (Cartman), Brutal Legend). À leurs cotés, les web-séries Noob et Flander's Company eurent une présence remarquée et appréciée des visiteurs.
Une édition 2009, avec son lot de concerts, avec les groupes Sakura, Yokohama Zen Rock et Yaneka mais aussi les Pousses de Bamboo, groupe amateur marseillais de musique sur des instruments artisanaux faits à base de bambou. Mais aussi son « Méga show Cosplay », une soirée cosplay rassemblant 3 000 personnes dans l'amphithéâtre du Zénith pour voir défiler les différents costumes et les saynètes proposés par les participants.

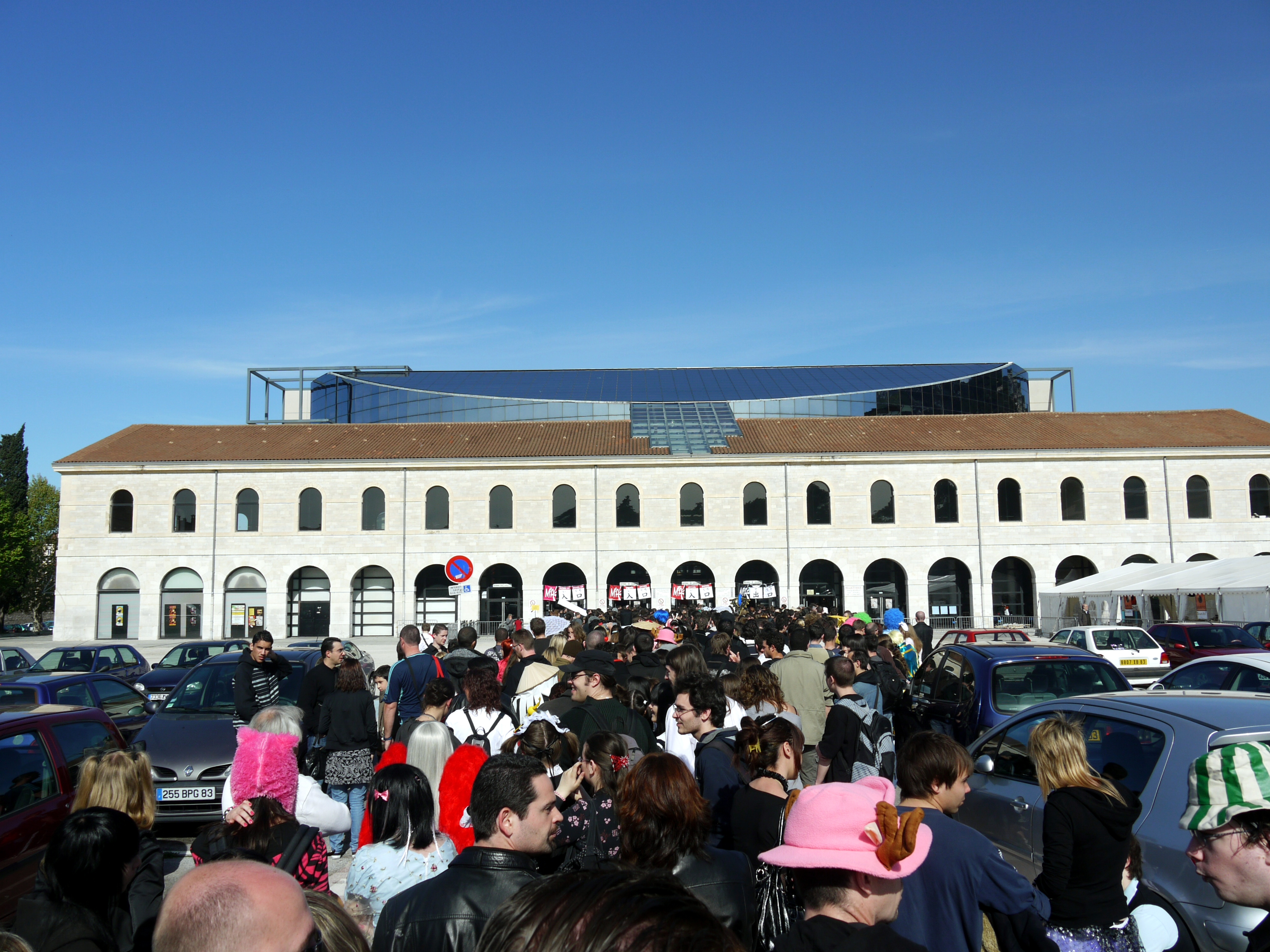
File d'attente
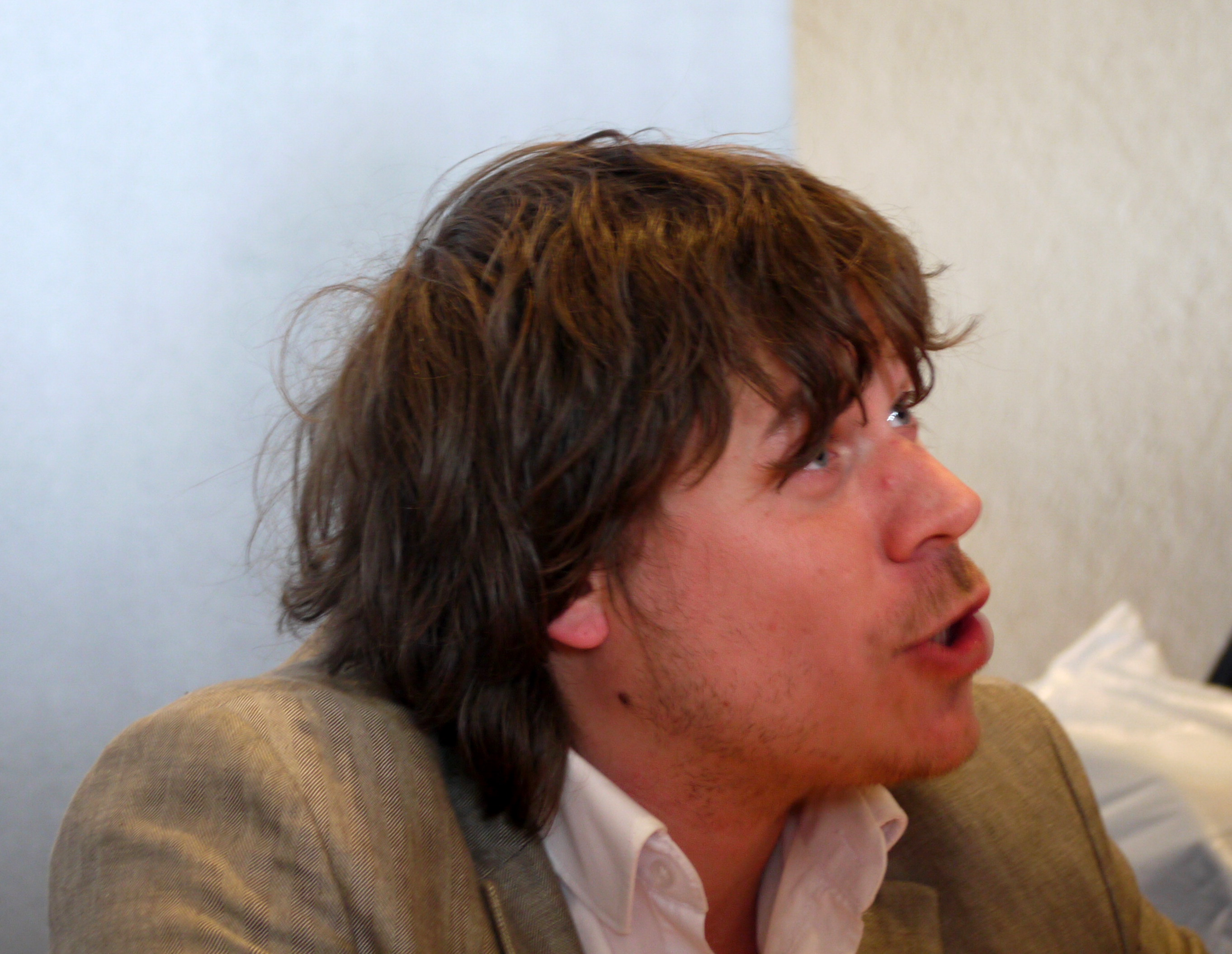
Christophe Lemoine
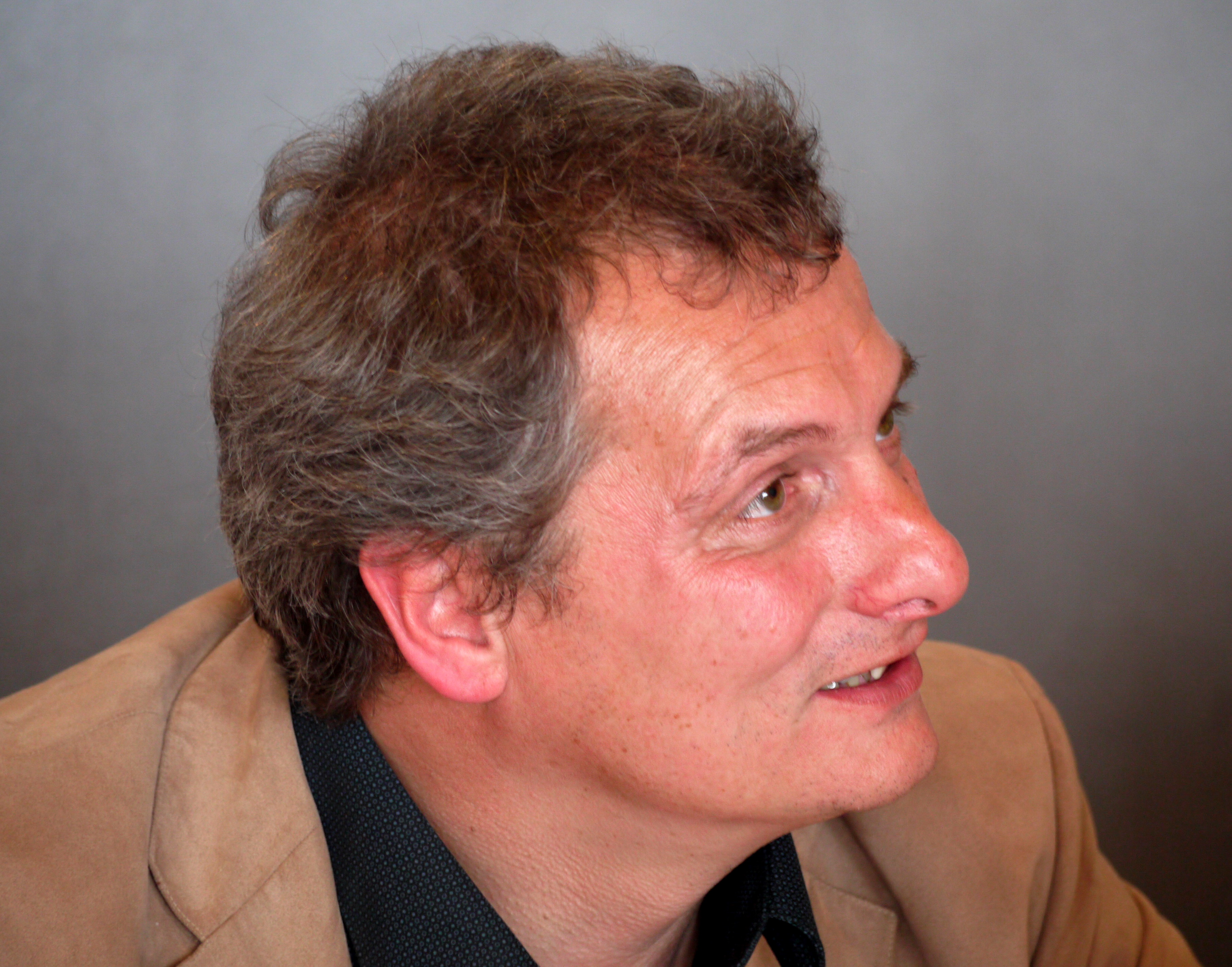
Patrick Borg
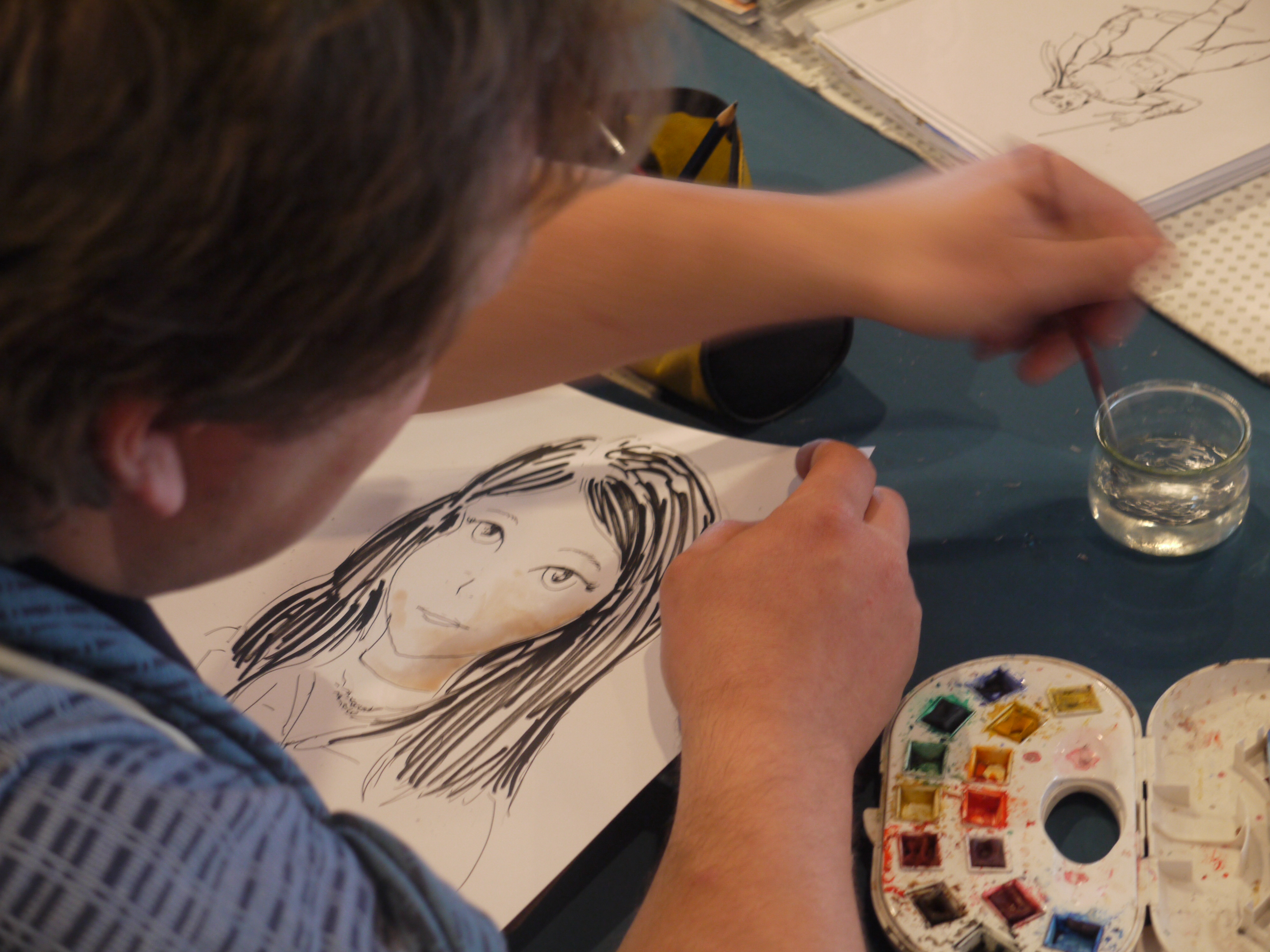
Sylvain Jolivalt
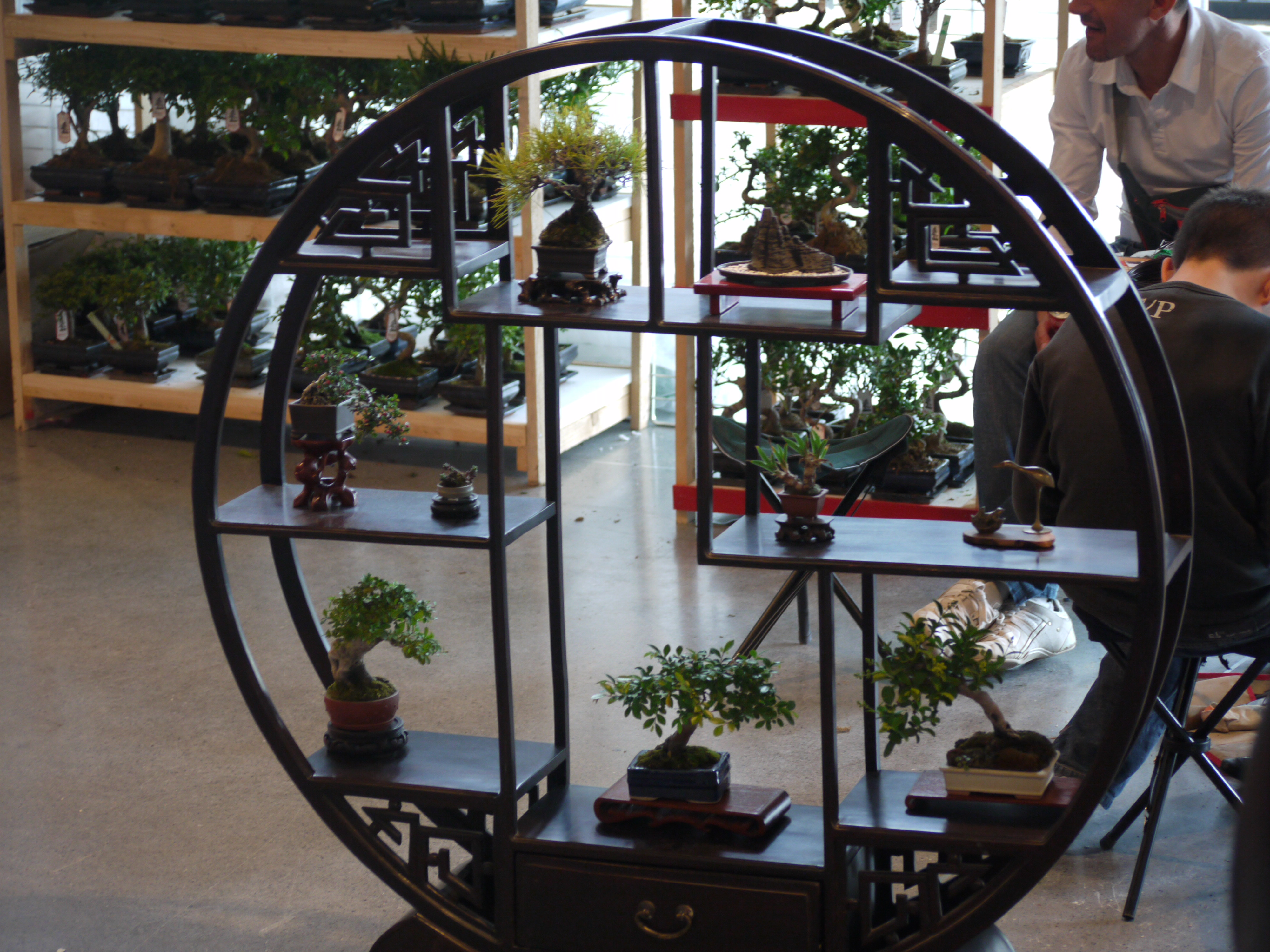
Espace Culturel - Bonzai
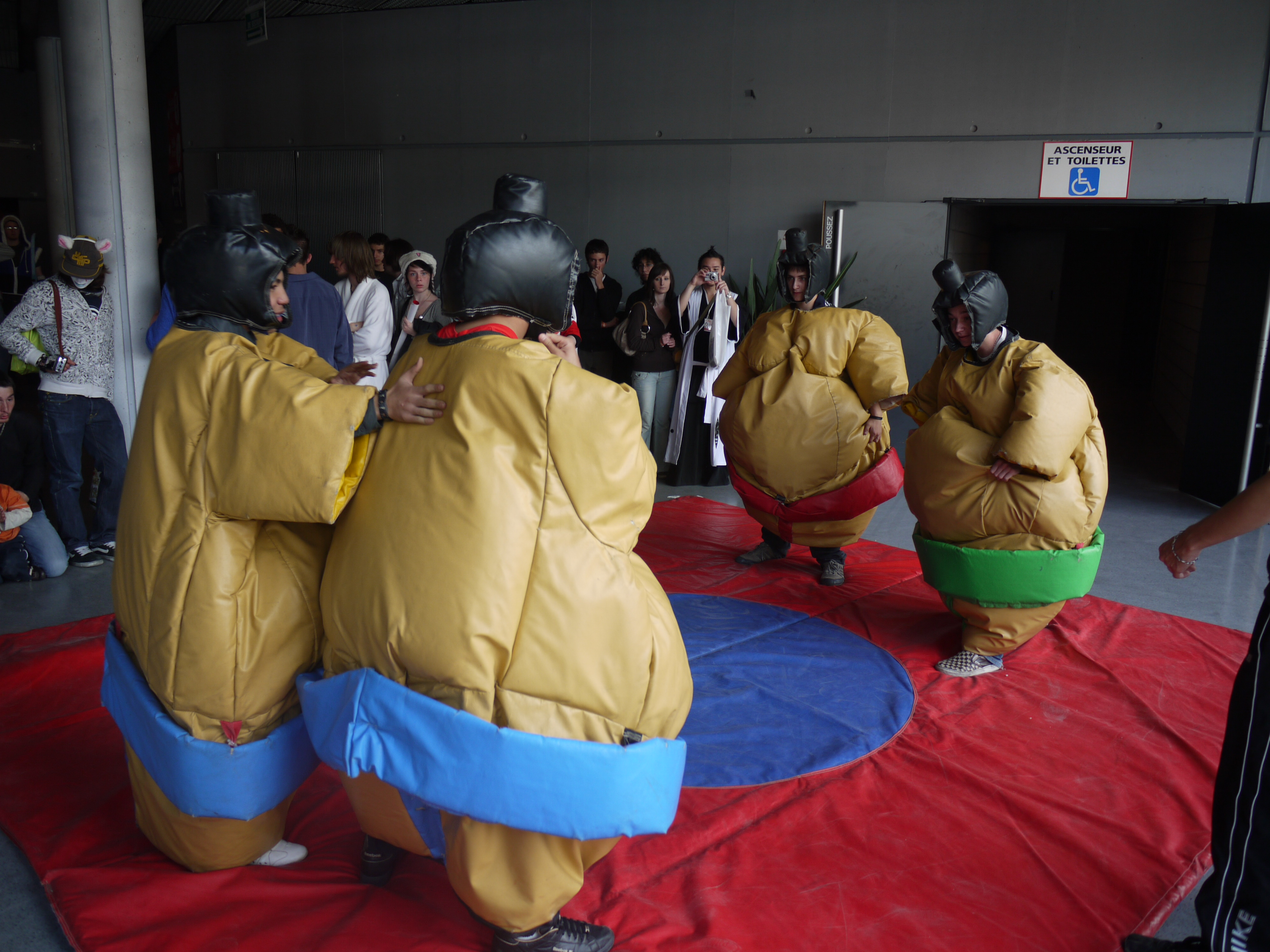
Espace Culturel - Concours de Sumo
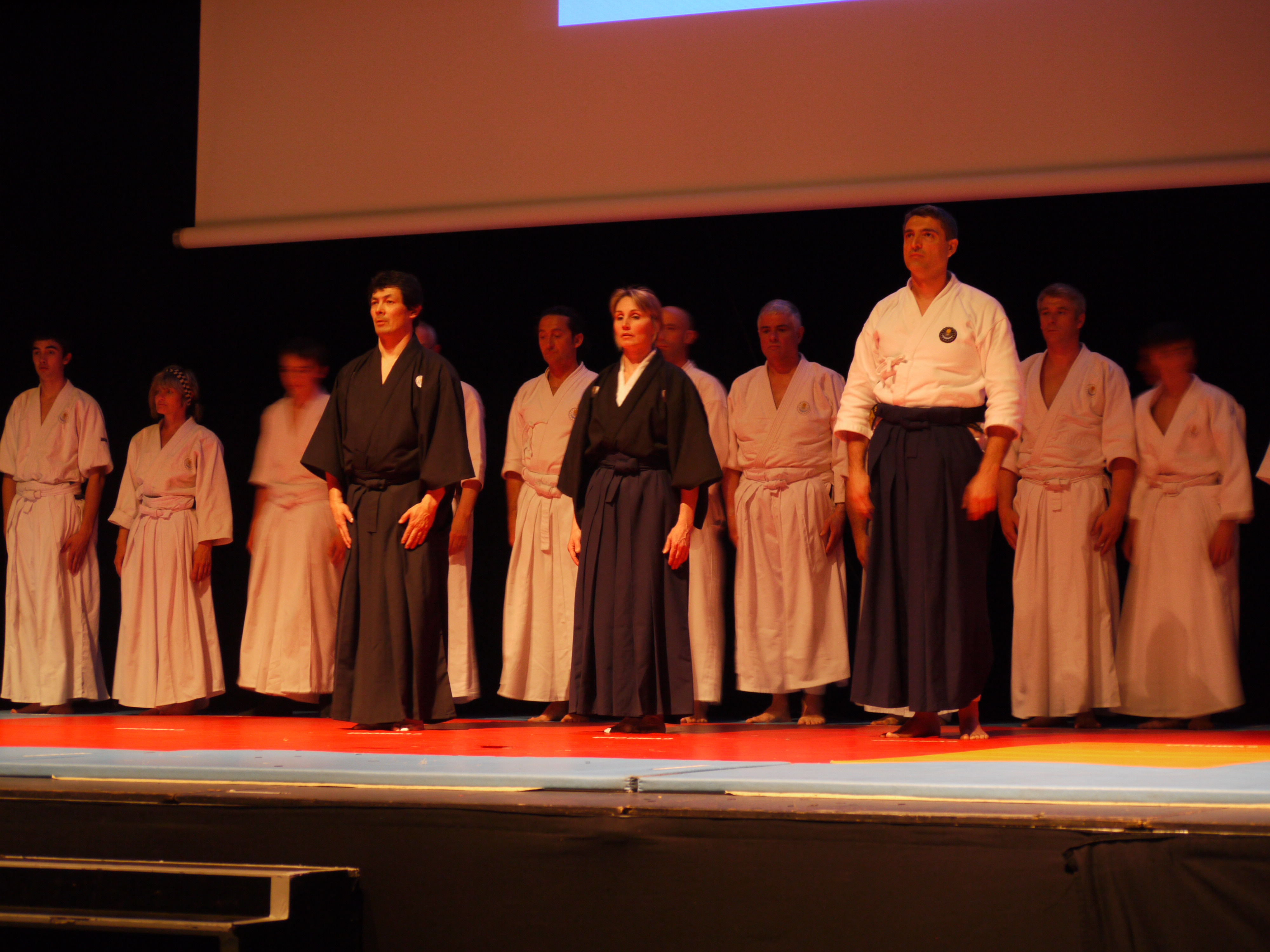
Démonstration d'arts martiaux
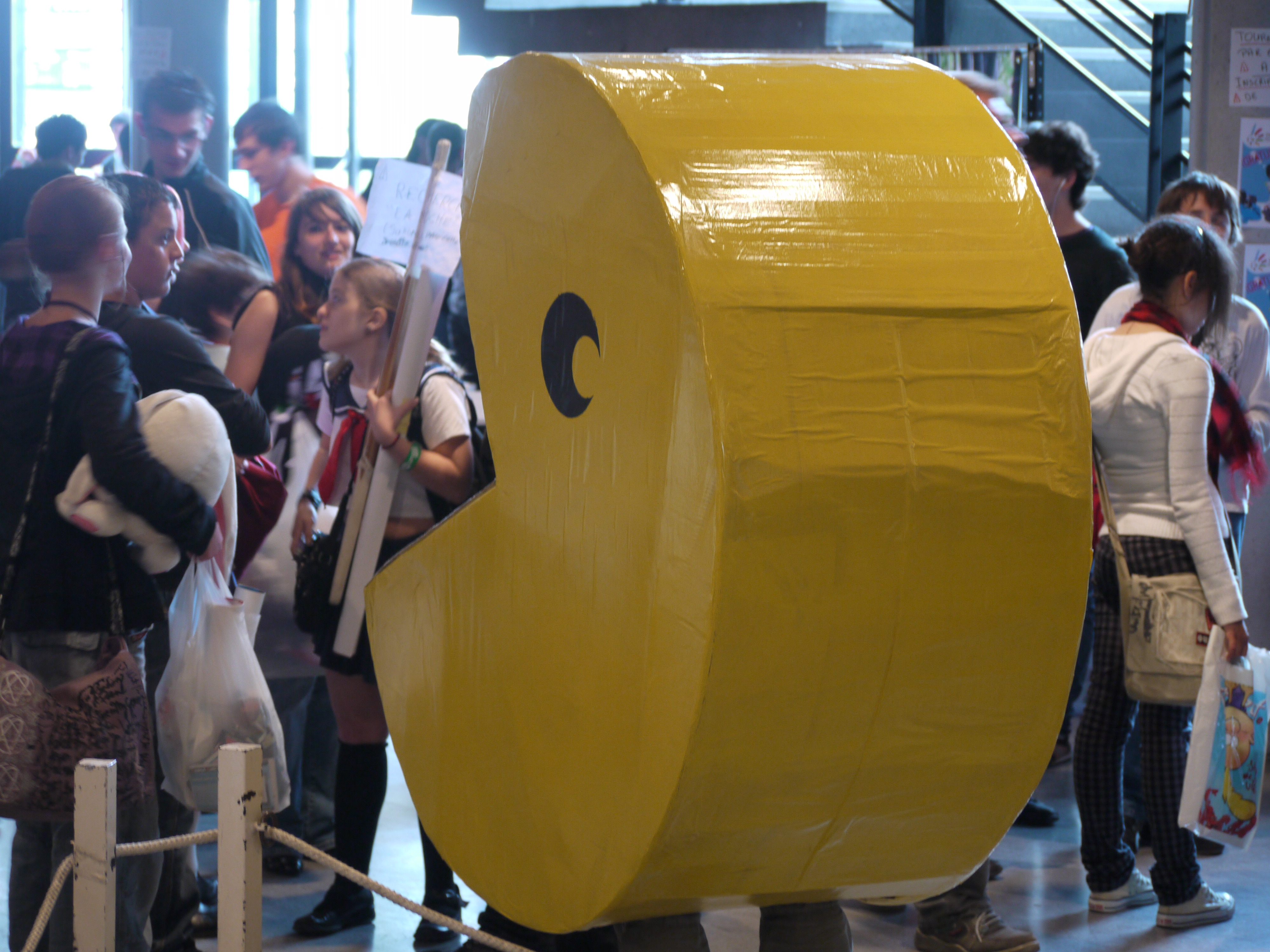
Cosplay Pacman
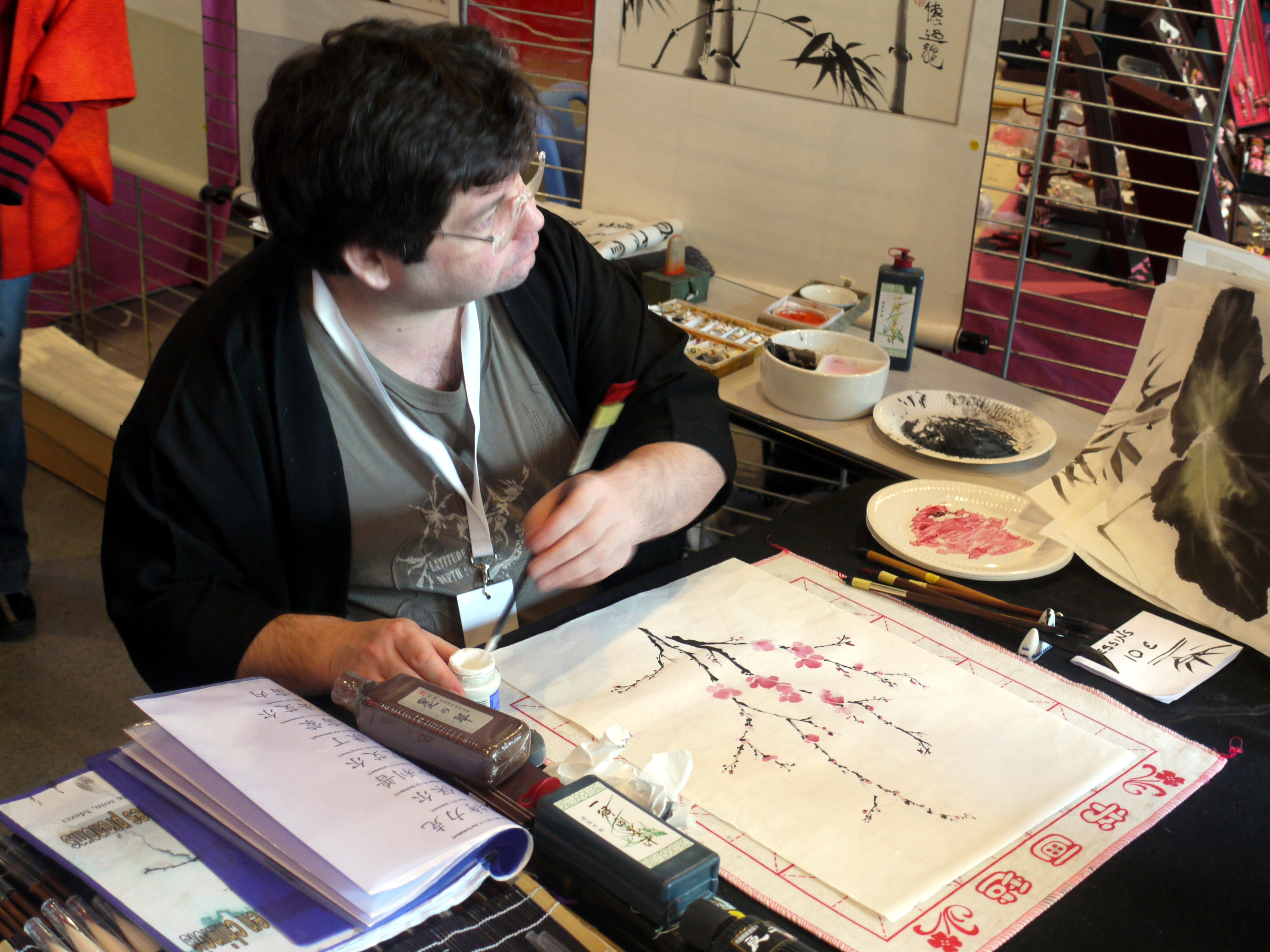
Espace Culturel
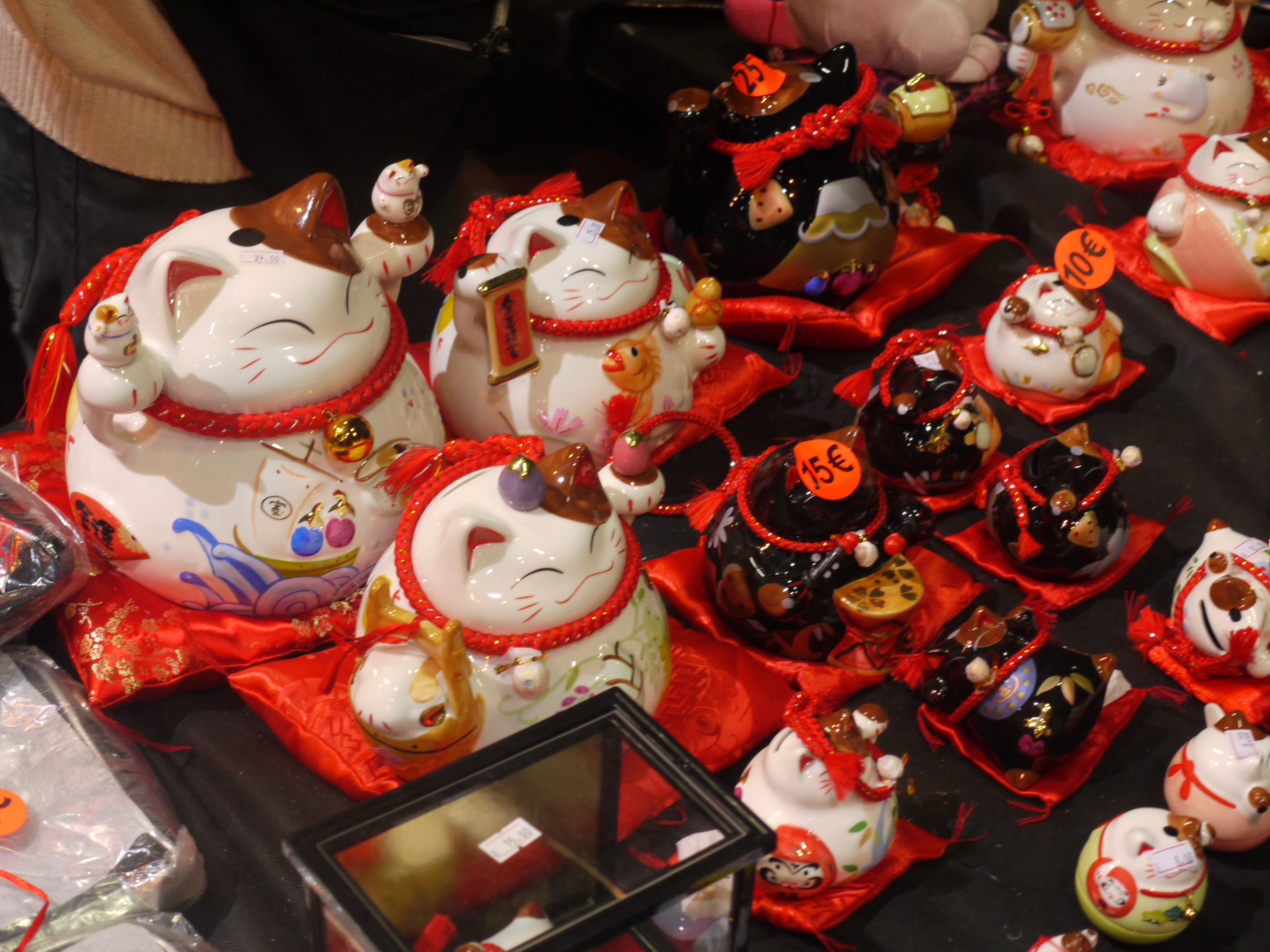
Stands commerciaux
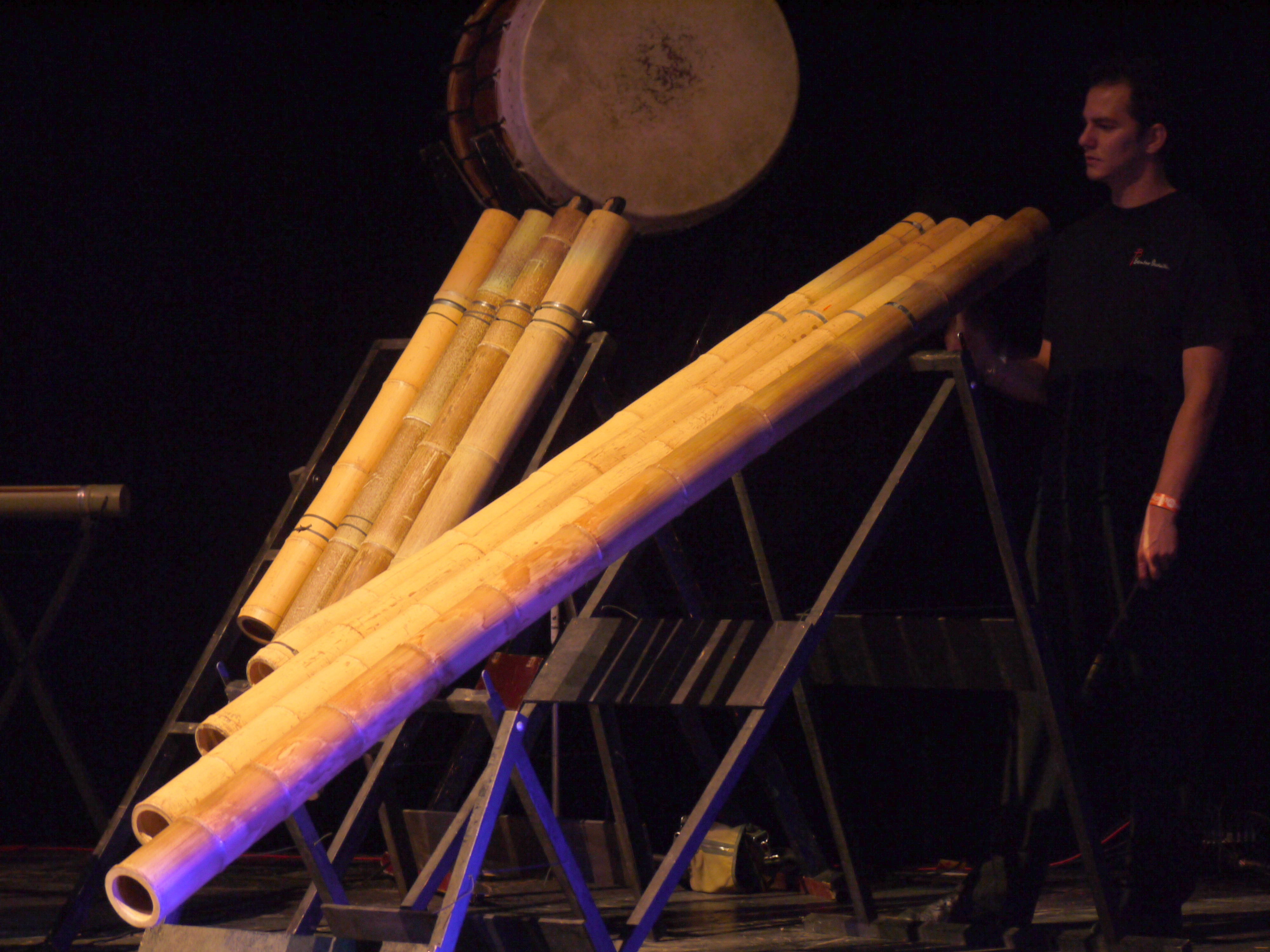
Concert de bambous
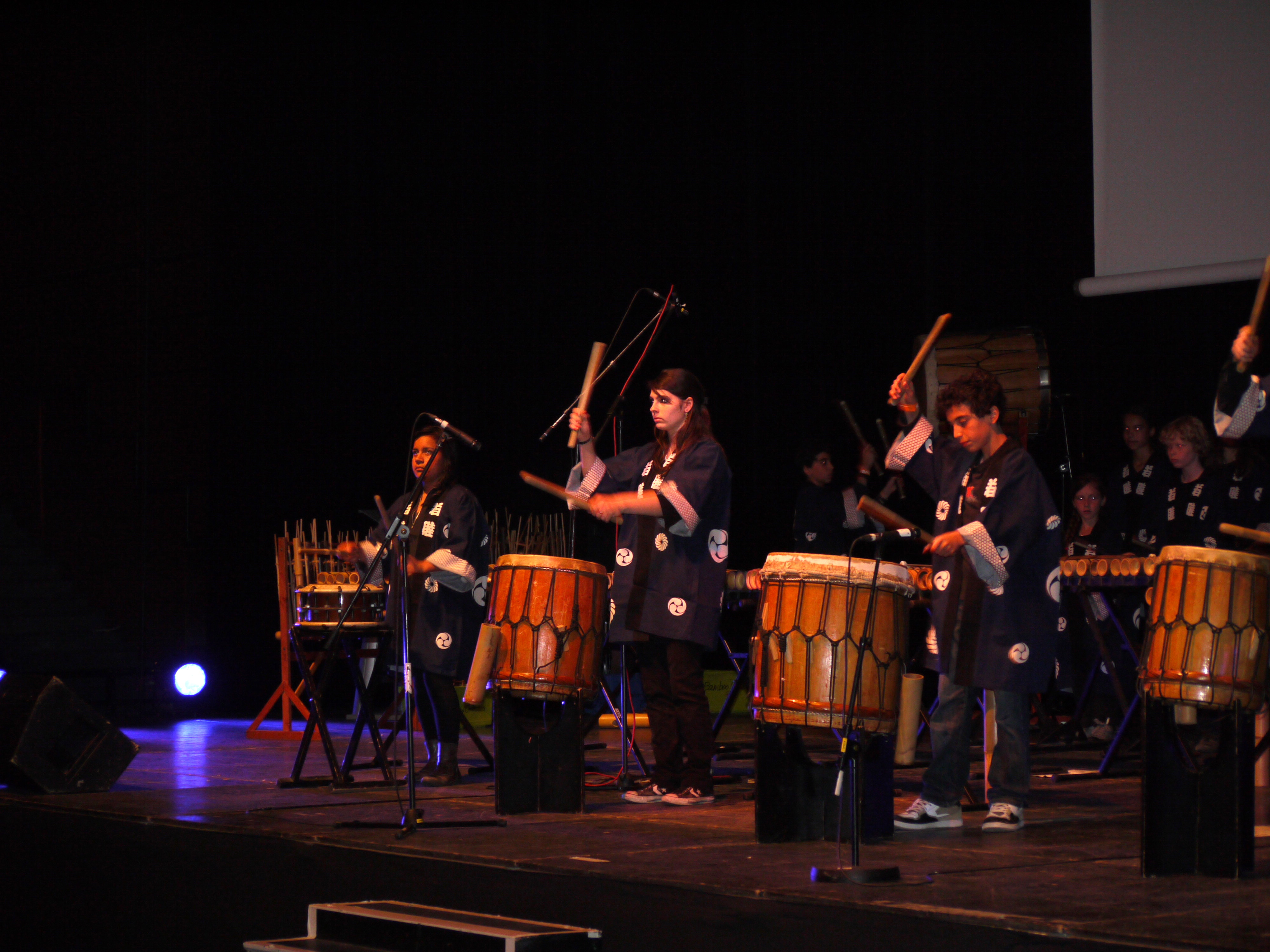
Concert de bambous
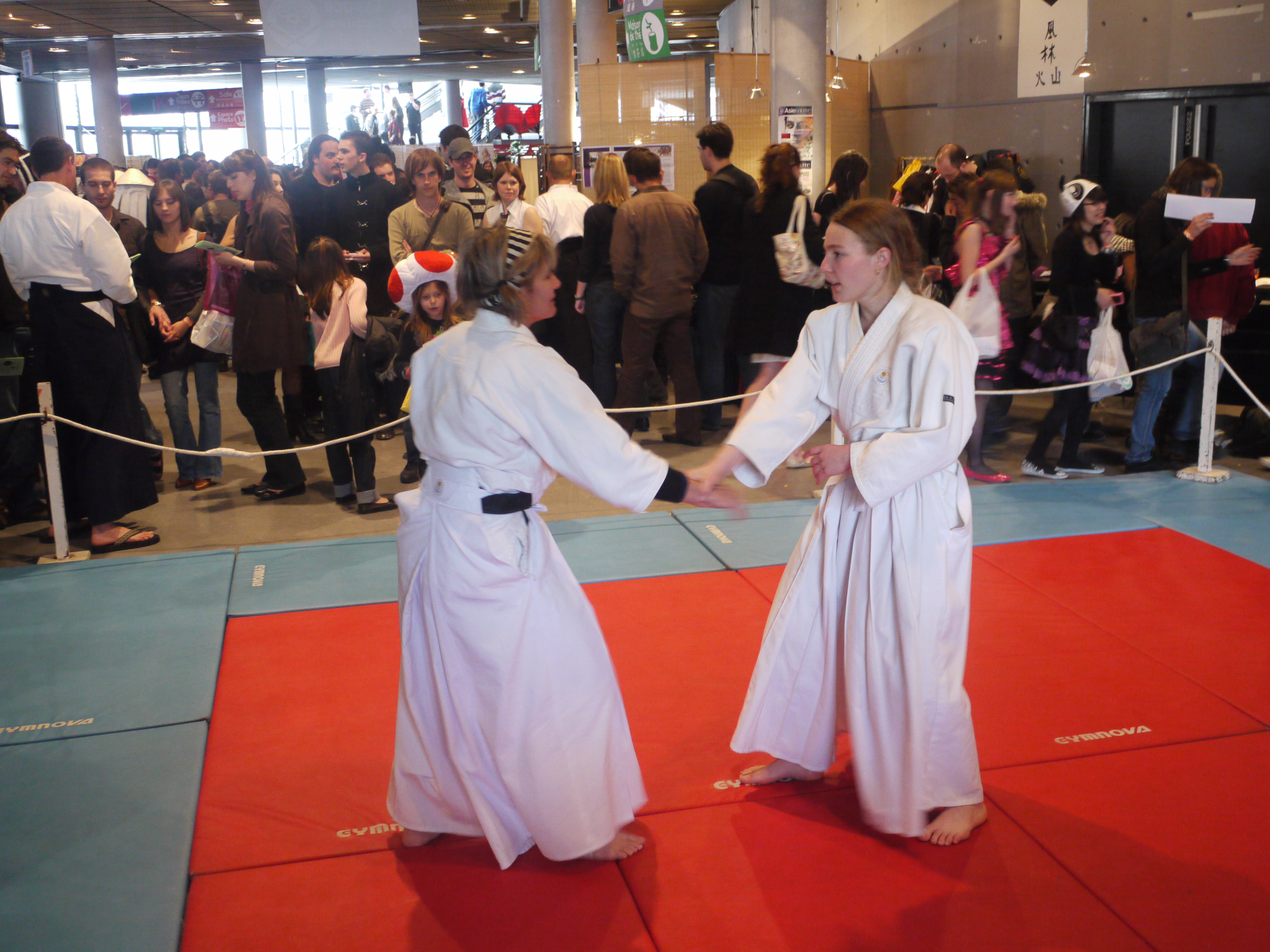
Démonstration d'arts martiaux
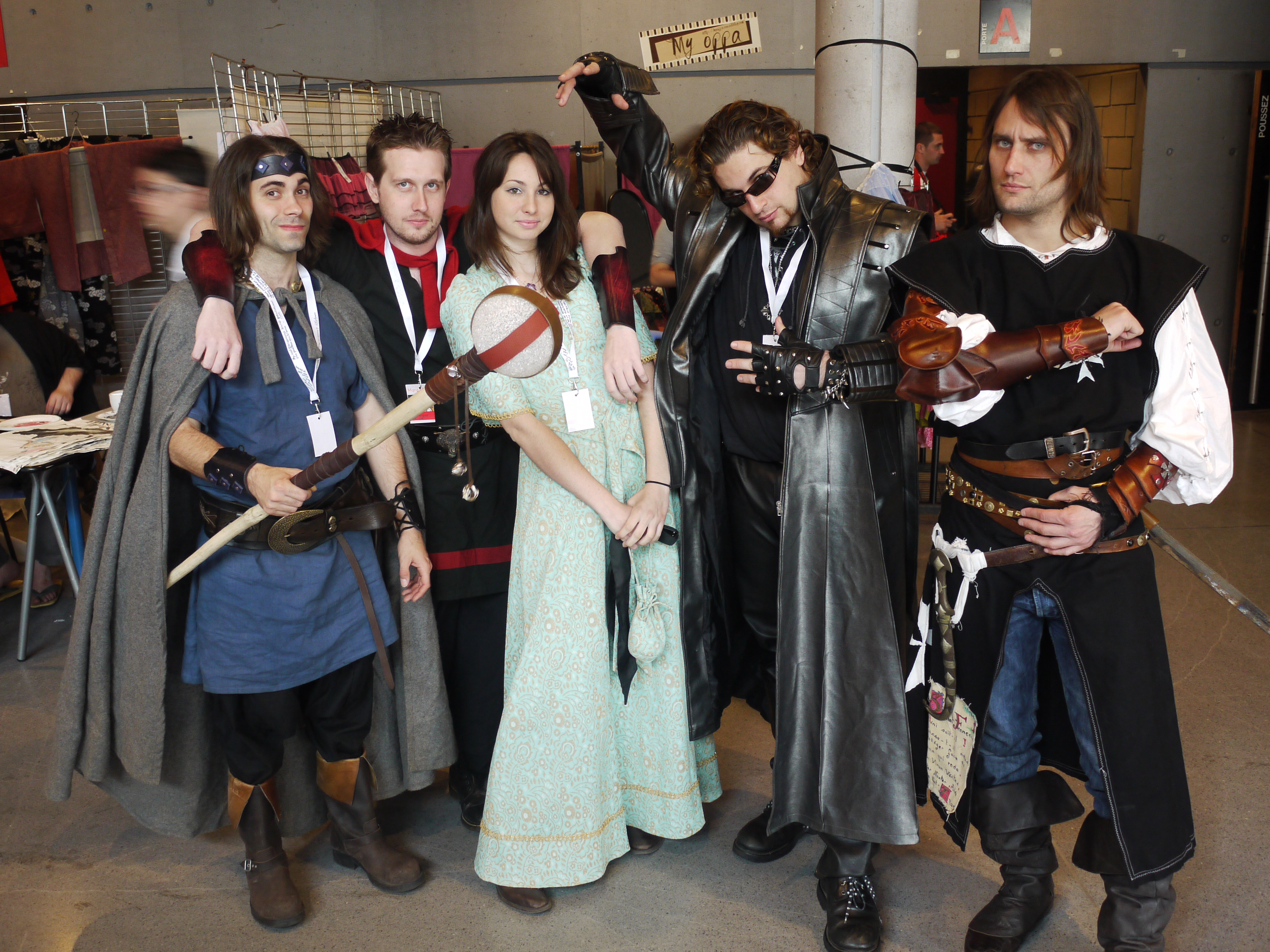
Noob (acteurs)

### Édition 2010 – Bunkasai: La fête scolaire japonaise
Les 10 et 11 avril 2010, le palais Neptune a de nouveau accueilli le festival Mang’Azur pour sa cinquième édition. 
Avec, pour thème, le Bunkasai, festival culturel scolaire (et véritable institution au Japon), il a comptabilisé plus de 9 000 entrées et une cinquantaine de bénévoles afin d’organiser les différentes activités (maison hantée, maid café, salle de classe, clubs de dessin, de maquette, d'arts martiaux…)
Du côté des invités, Noob et Flander's Company, étaient présents aux côtés de la chaîne Nolife. Mais également Shonen et Izu, auteurs du manga Oméga Complex ainsi que les groupes Furyo, Les Romanesques, AtOmsk et Dice-Kiss.

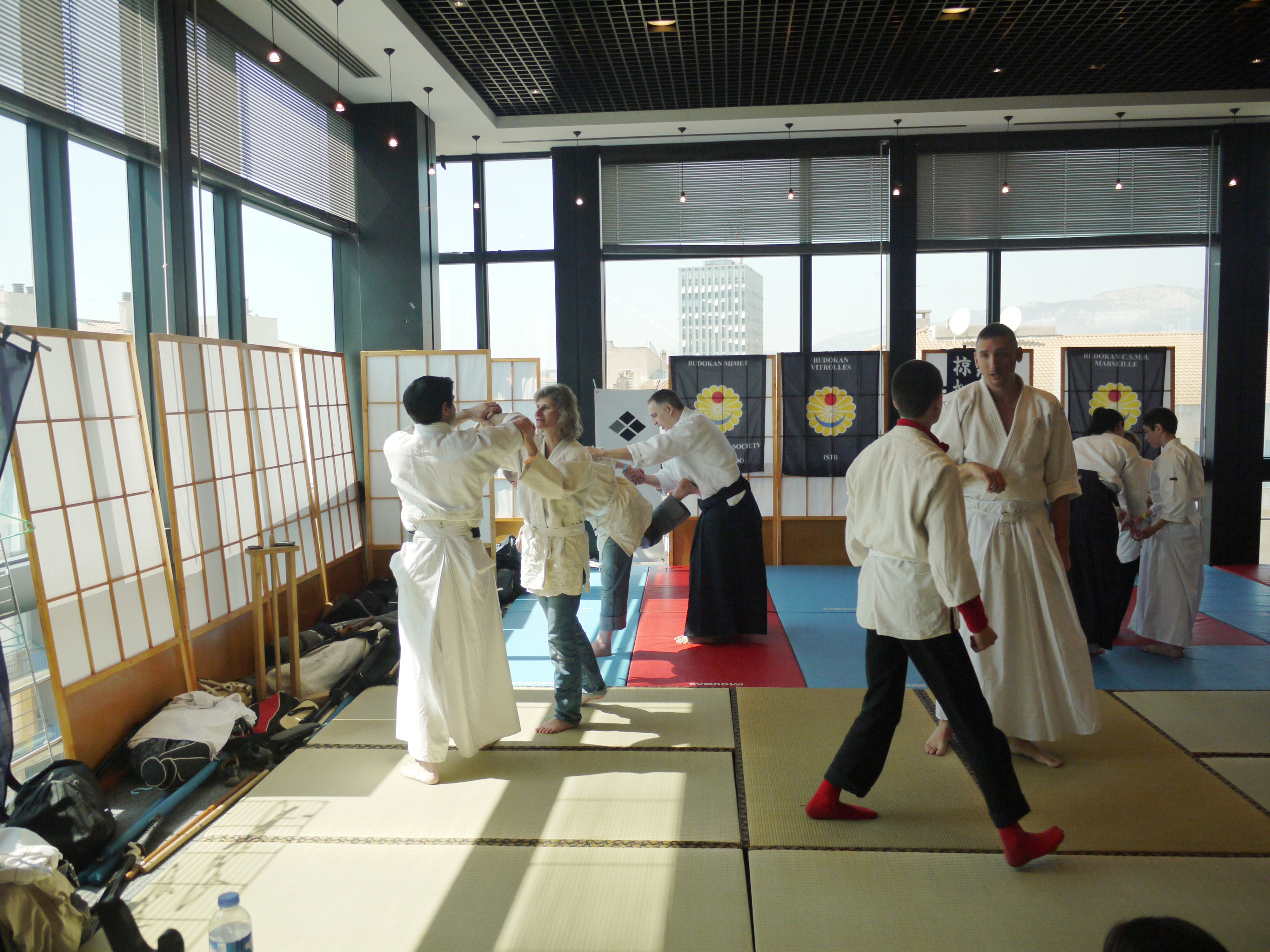
Arts Martiaux
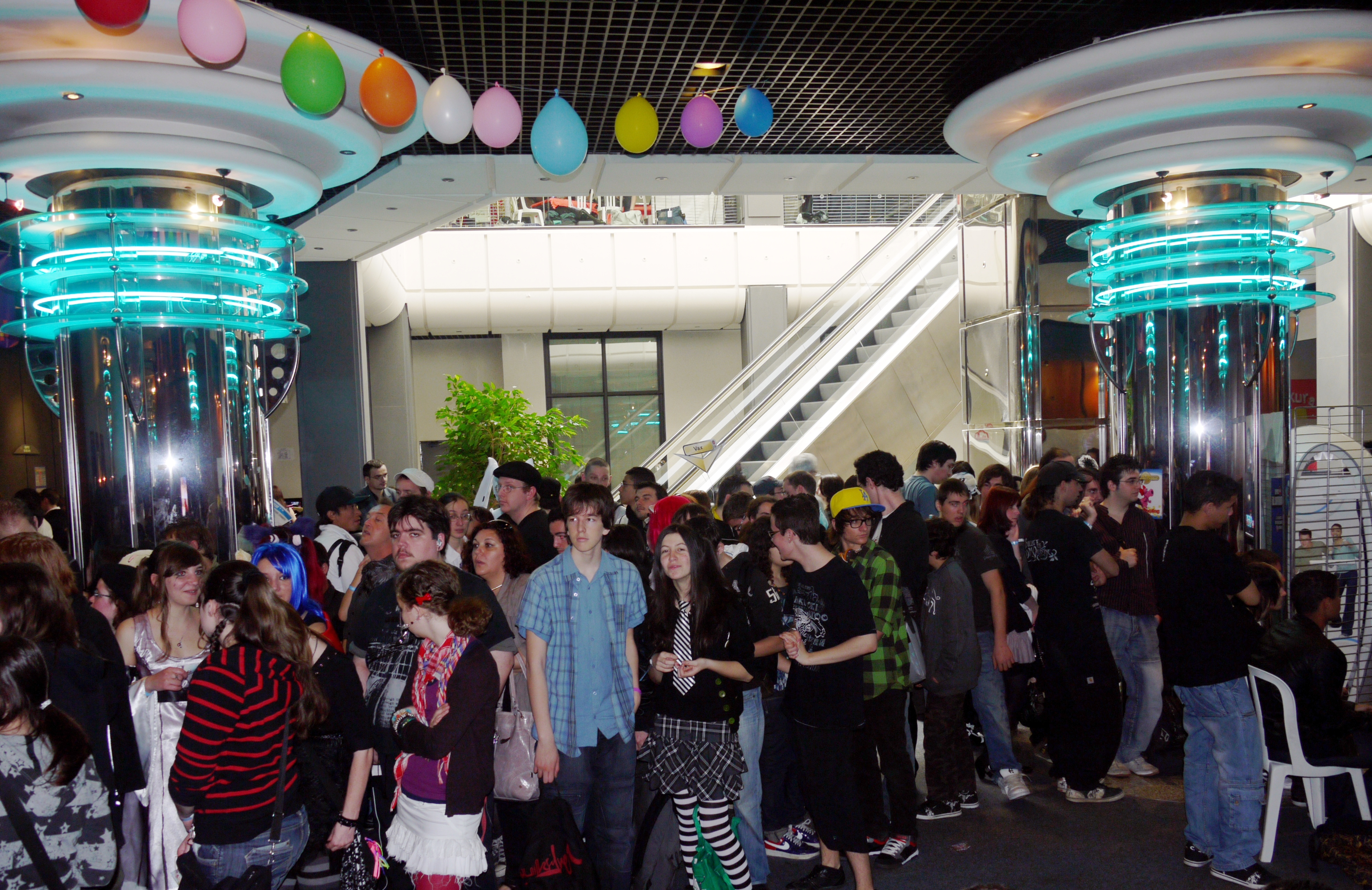
File d'attente
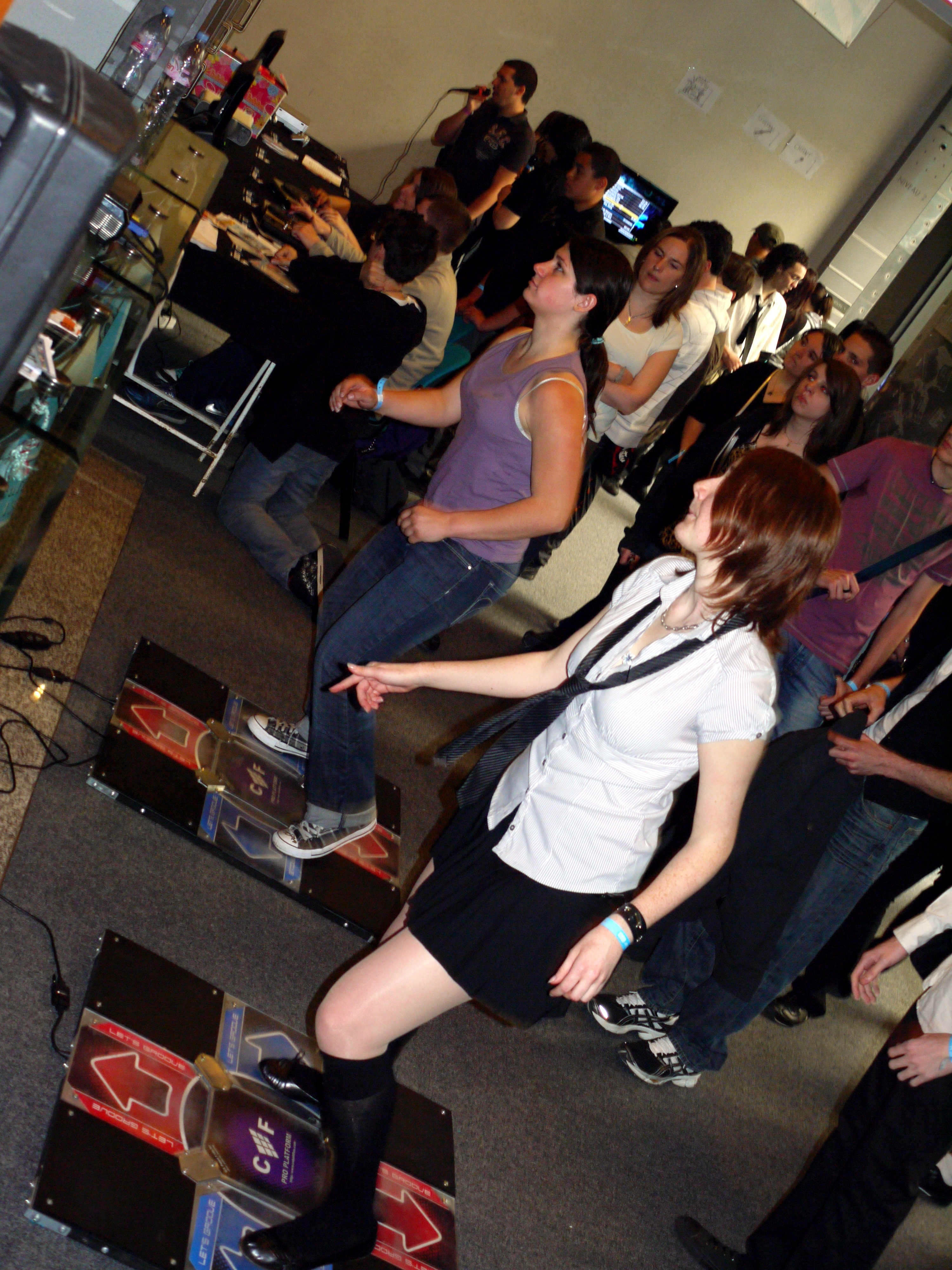
Espace Dance Dance Revolution
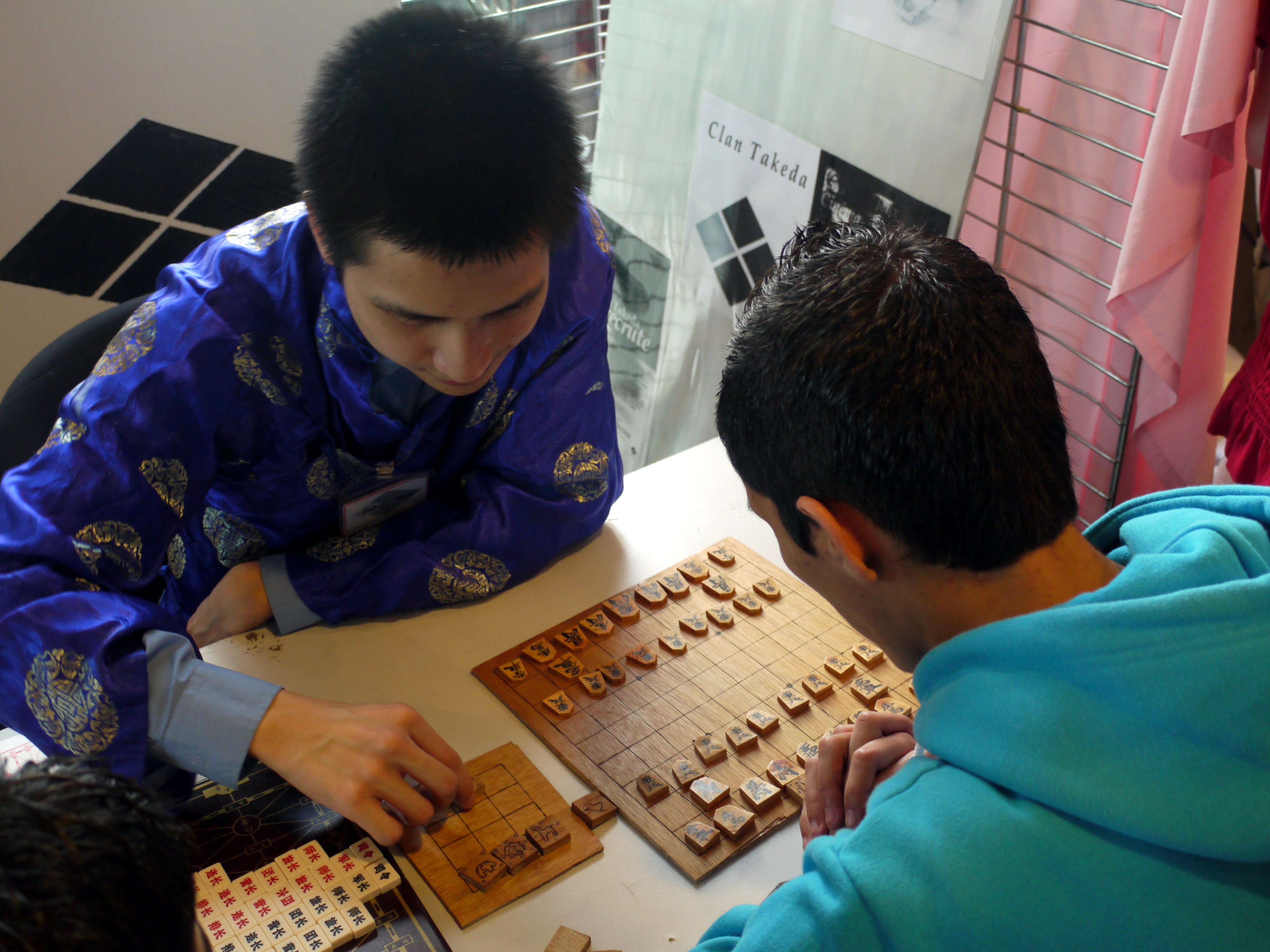
Shogi
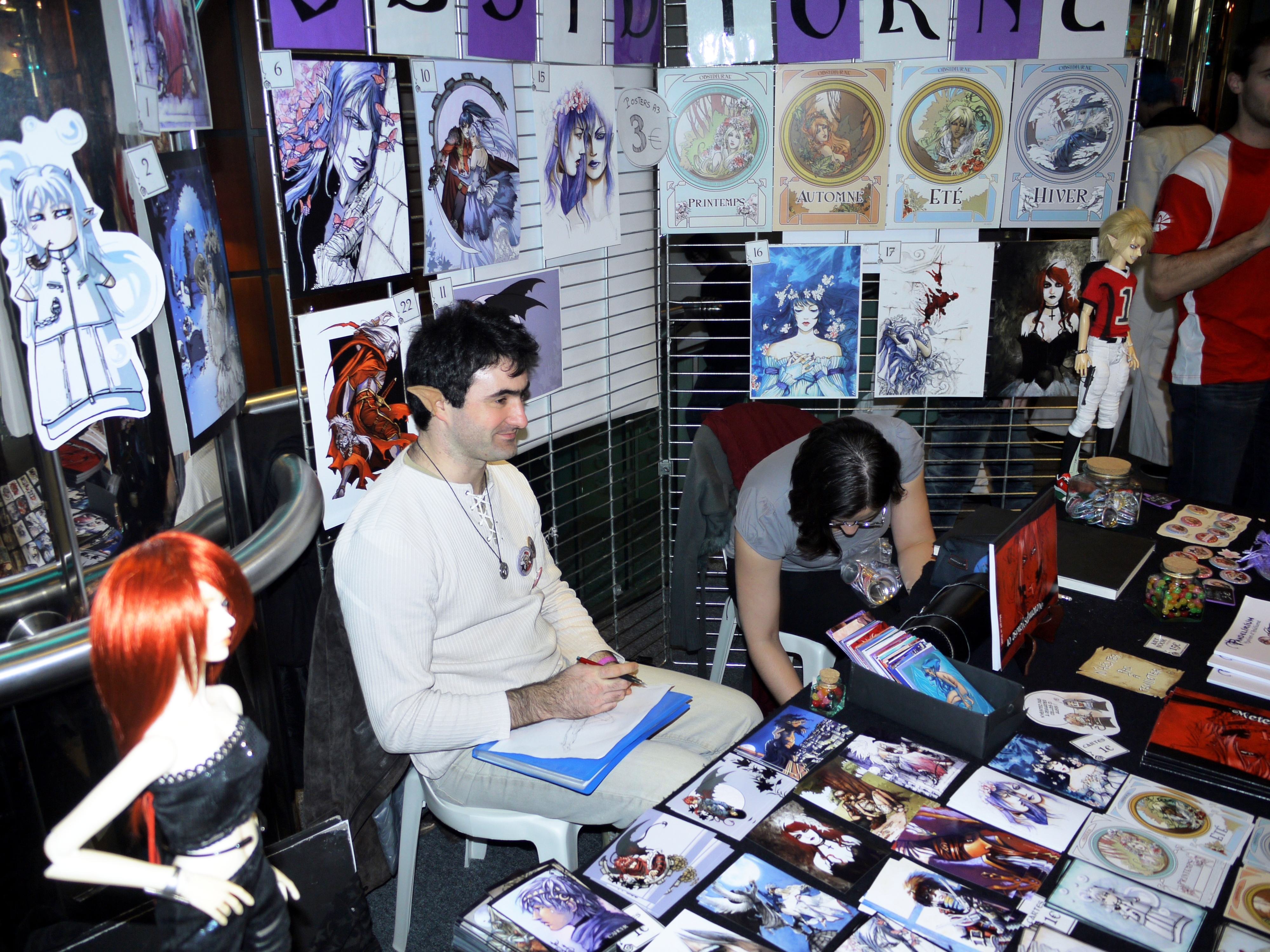
Stand Obsidiurne
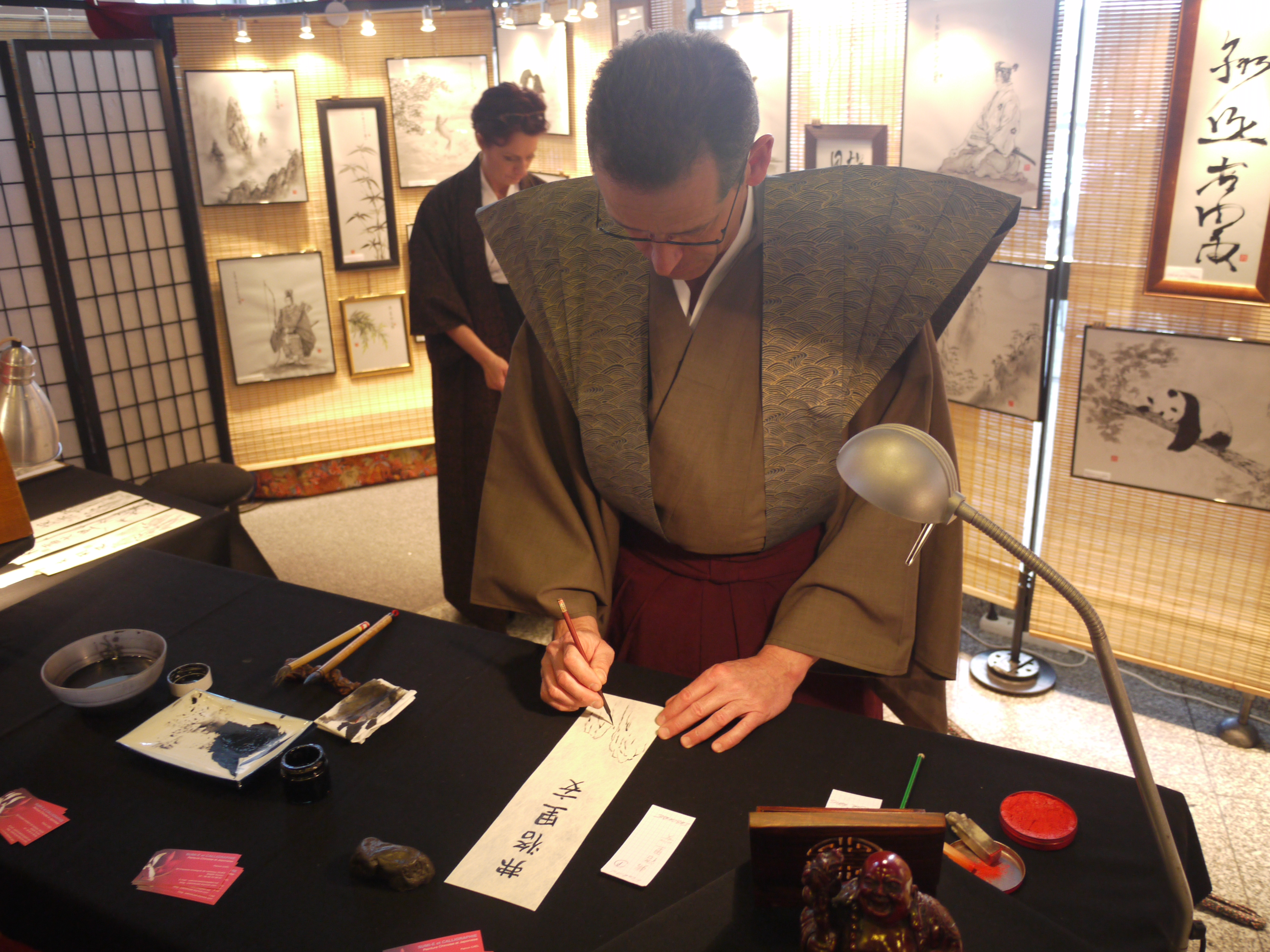
Stand sumi-e
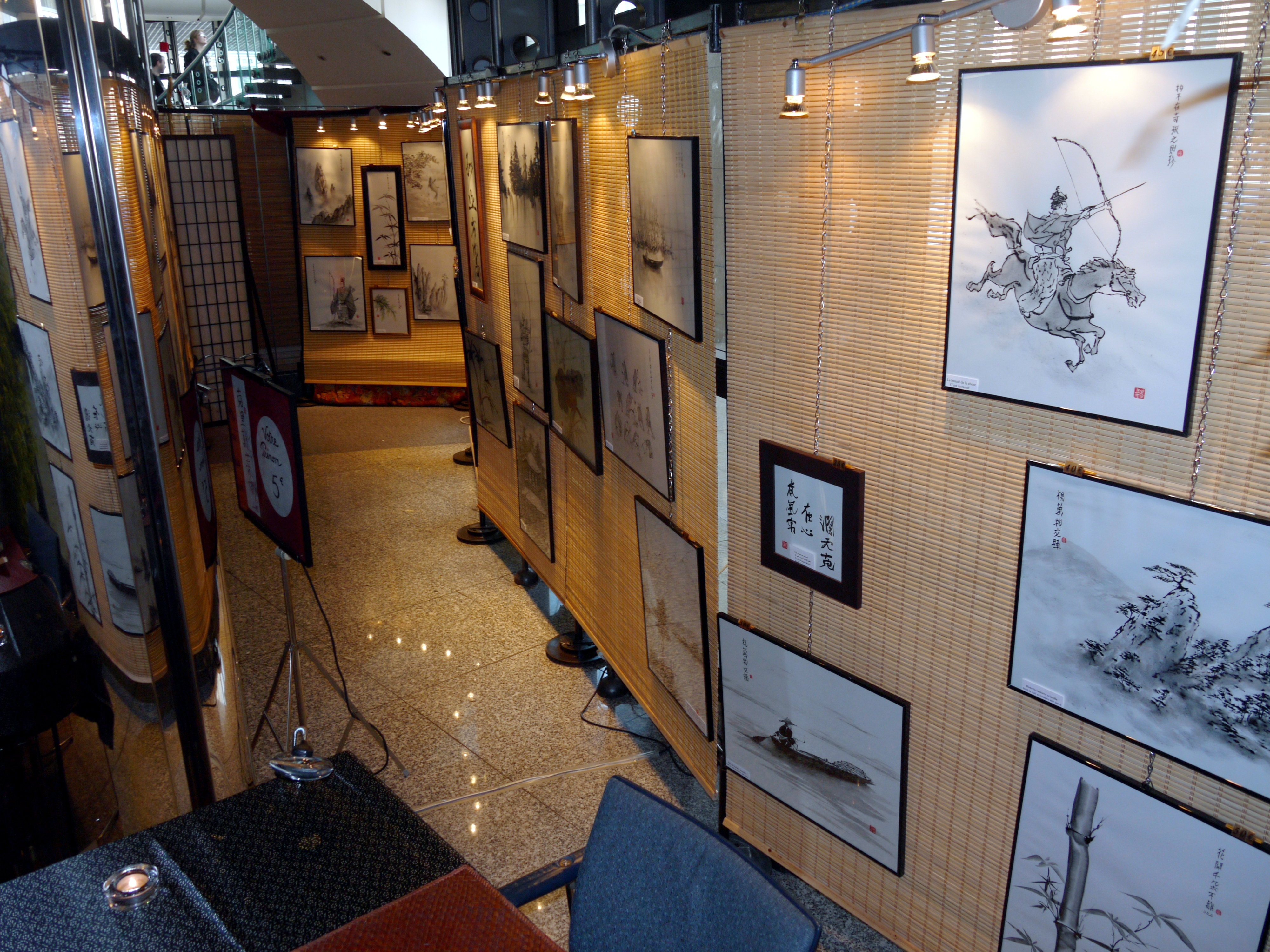
Stand sumi-e
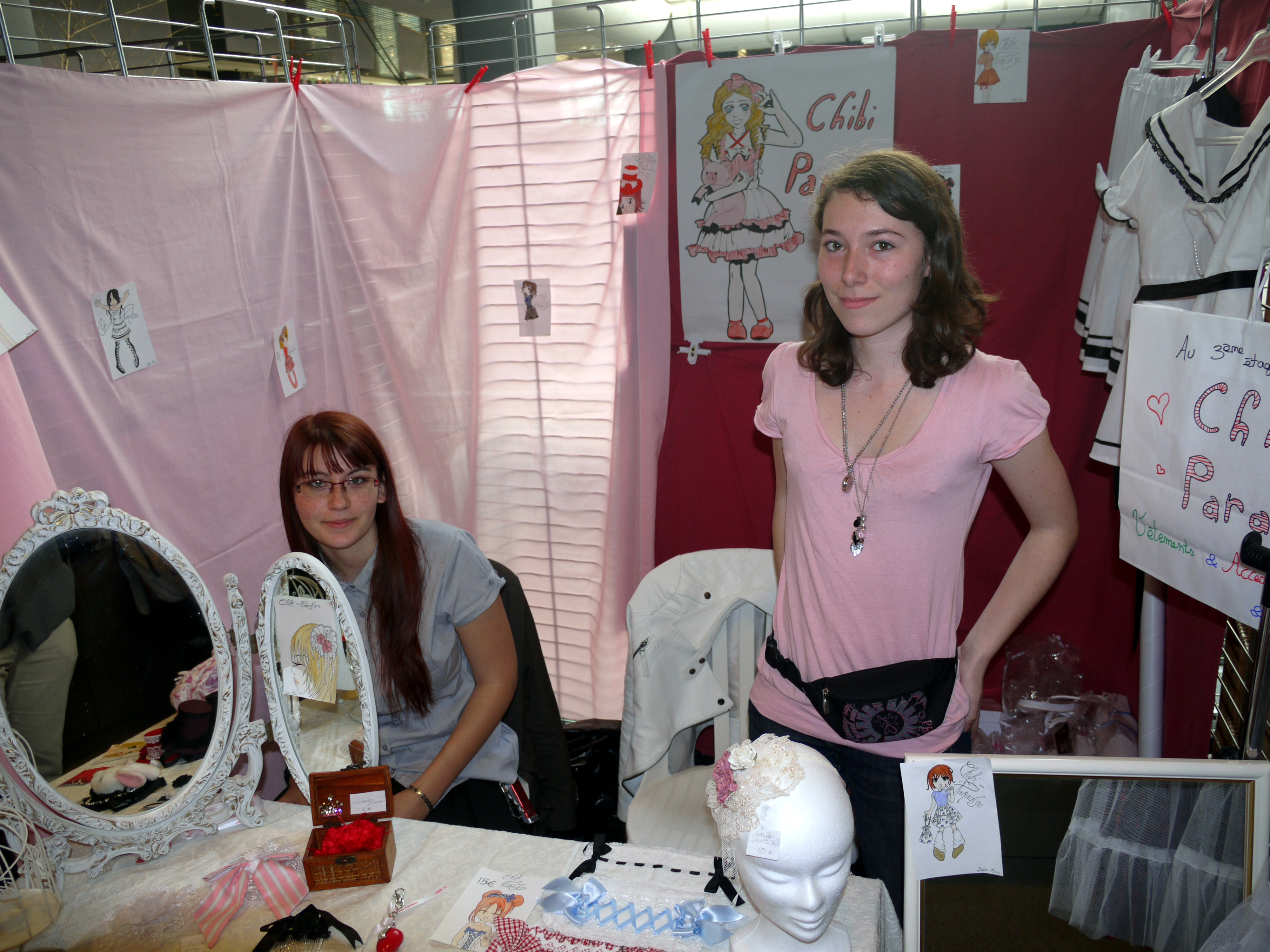
Stand Chibi Paradise
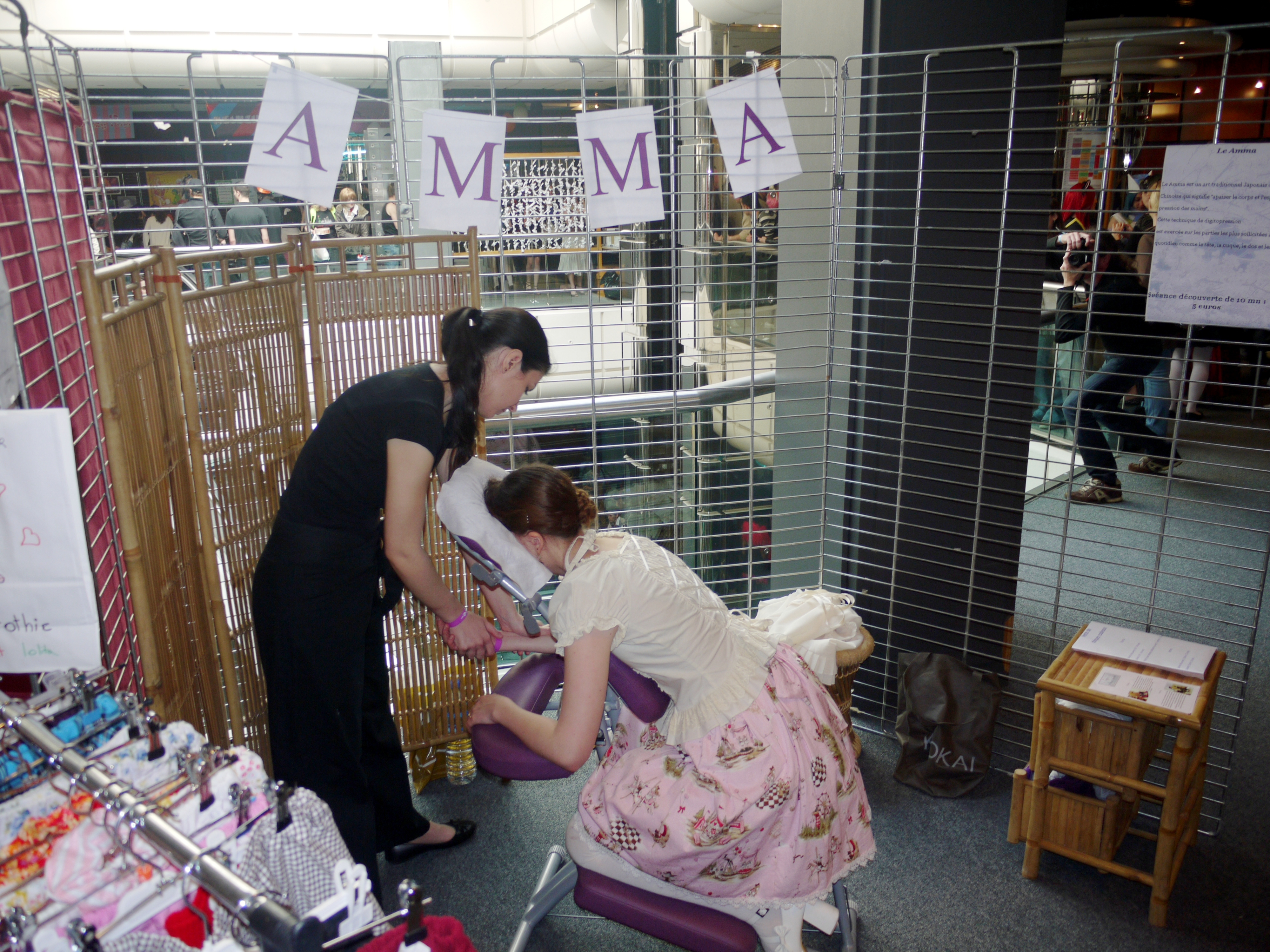
Stand AMMA
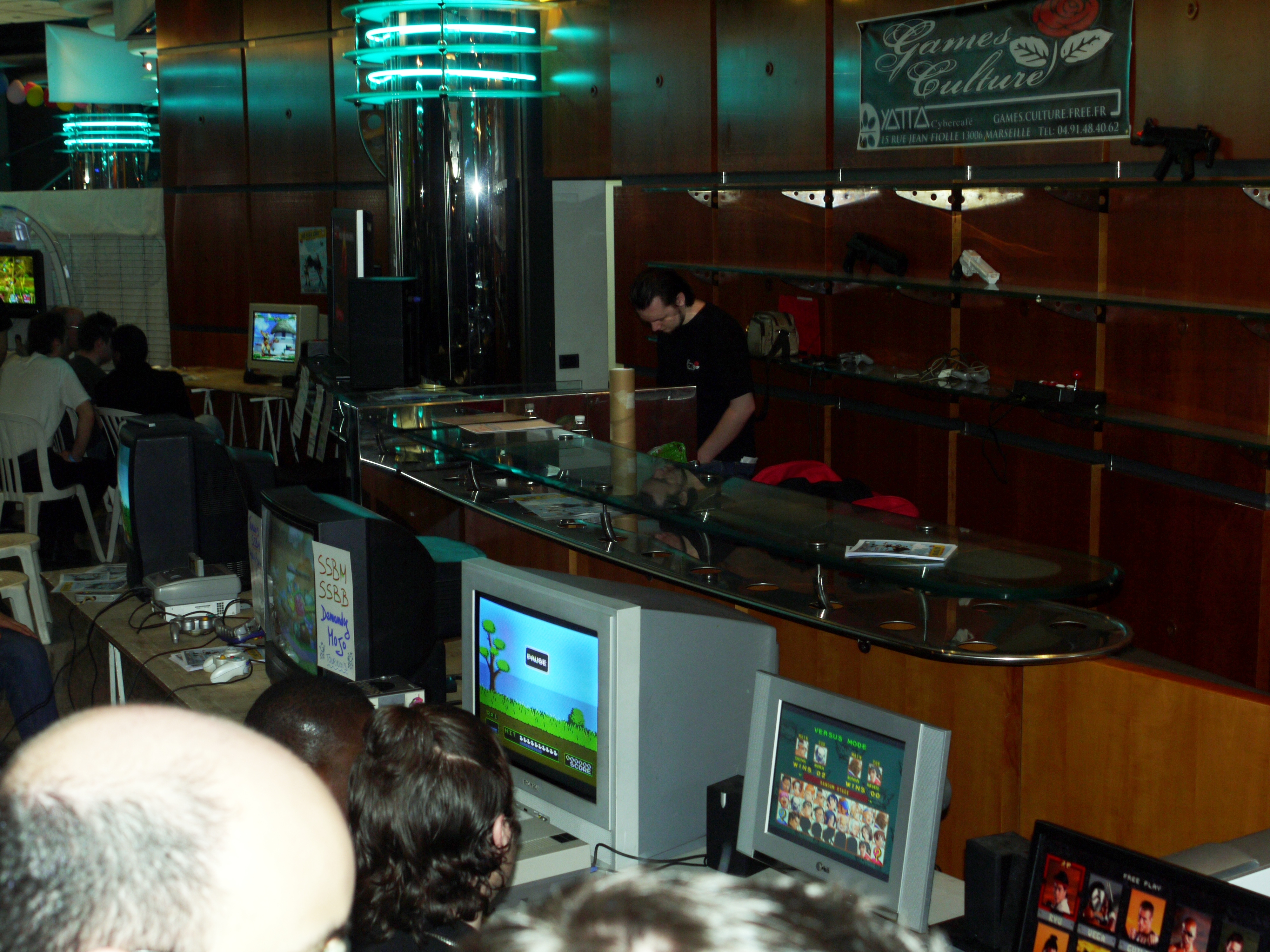
Stand jeux vidéo
File d'attente

### Édition 2011 – Matsuri, la fête de l’été
L'édition s'est déroulée les 16 et 17 avril 2011 au palais Neptune de Toulon et a réalisé 10 000 entrées durant tout le week-end.
Sur la thématique de « l’été au Japon », un grand choix de stands culturels avec un réel côté ludique a pu être proposé, notamment grâce à de multiples initiations, par exemple, à la calligraphie, à l'ikebana, au furoshiki, à l'origami, au jeu de go et à des jeux traditionnels.
Côté invités, des figures telles que Cécile Corbel, compositrice des musiques d’Arrietty, le petit monde des chapardeurs chez Ghibli, Yuuki, une chanteuse J-pop en tournée française, les membres de la web-série Noob et Realmyop et CoeurdeVandale du Webcast 88mph.
Avec une salle de 800 places remplie de nombreuses fois durant le festival, deux associations uniquement consacrées à l’animation, le maid café et l’ouverture d’une scène extérieure, le festival a prouvé une fois de plus sa force et celle de la culture  japonaise.
Mais le Mang'Azur a aussi été un lien entre la France et le Japon, qui n'a pas été oublié à la suite des catastrophes de Fukushima. C’est grâce à la solidarité des visiteurs et des invités, que plus de 10 000 € furent récoltés pour la Croix-Rouge japonaise, afin d’aider à la reconstruction, et cela grâce aux efforts de l'Engi Cafe, et à la générosité des visiteurs. Une partie des recettes du festival a également été reversée.

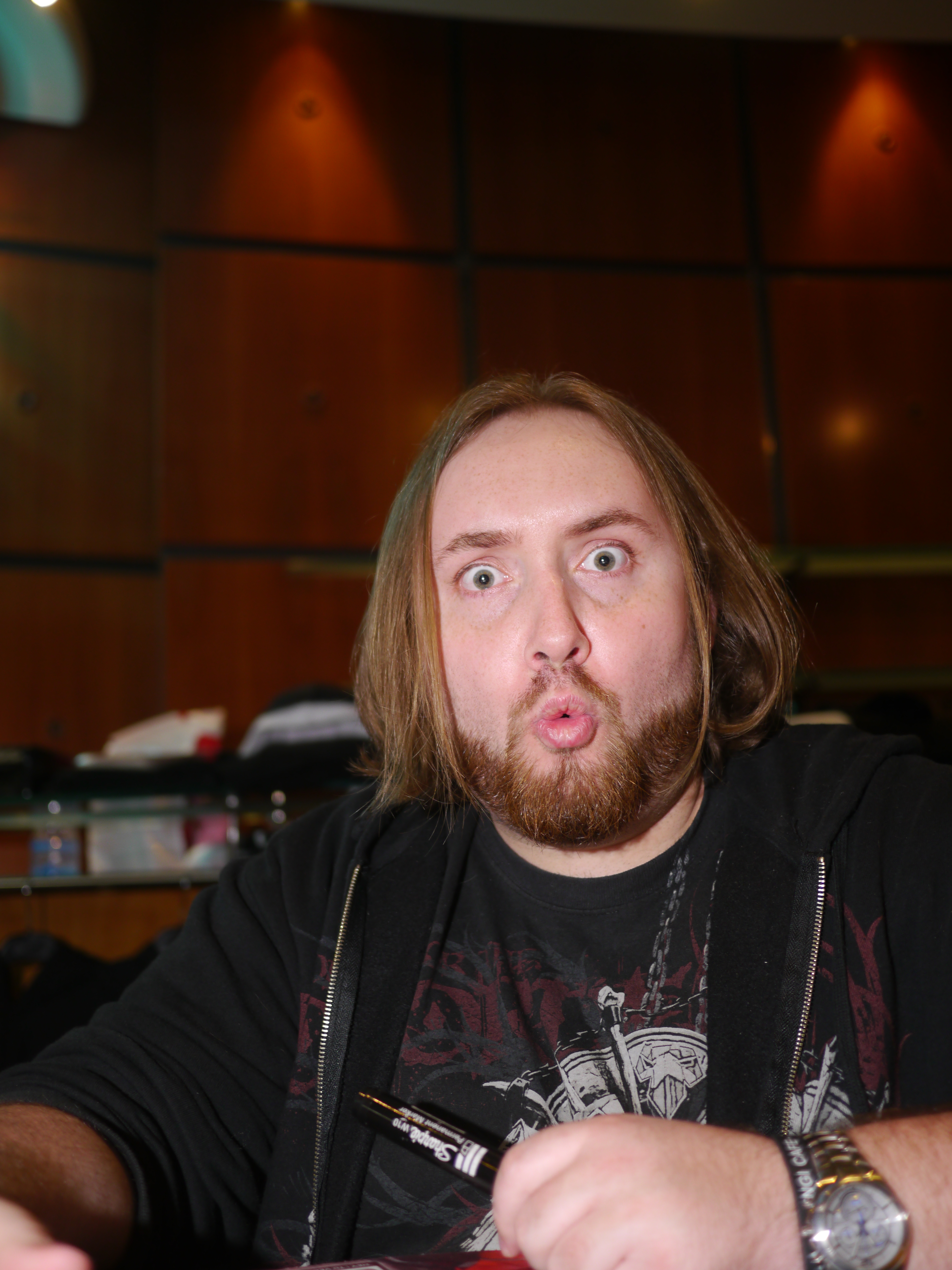
Arthéon (Noob)
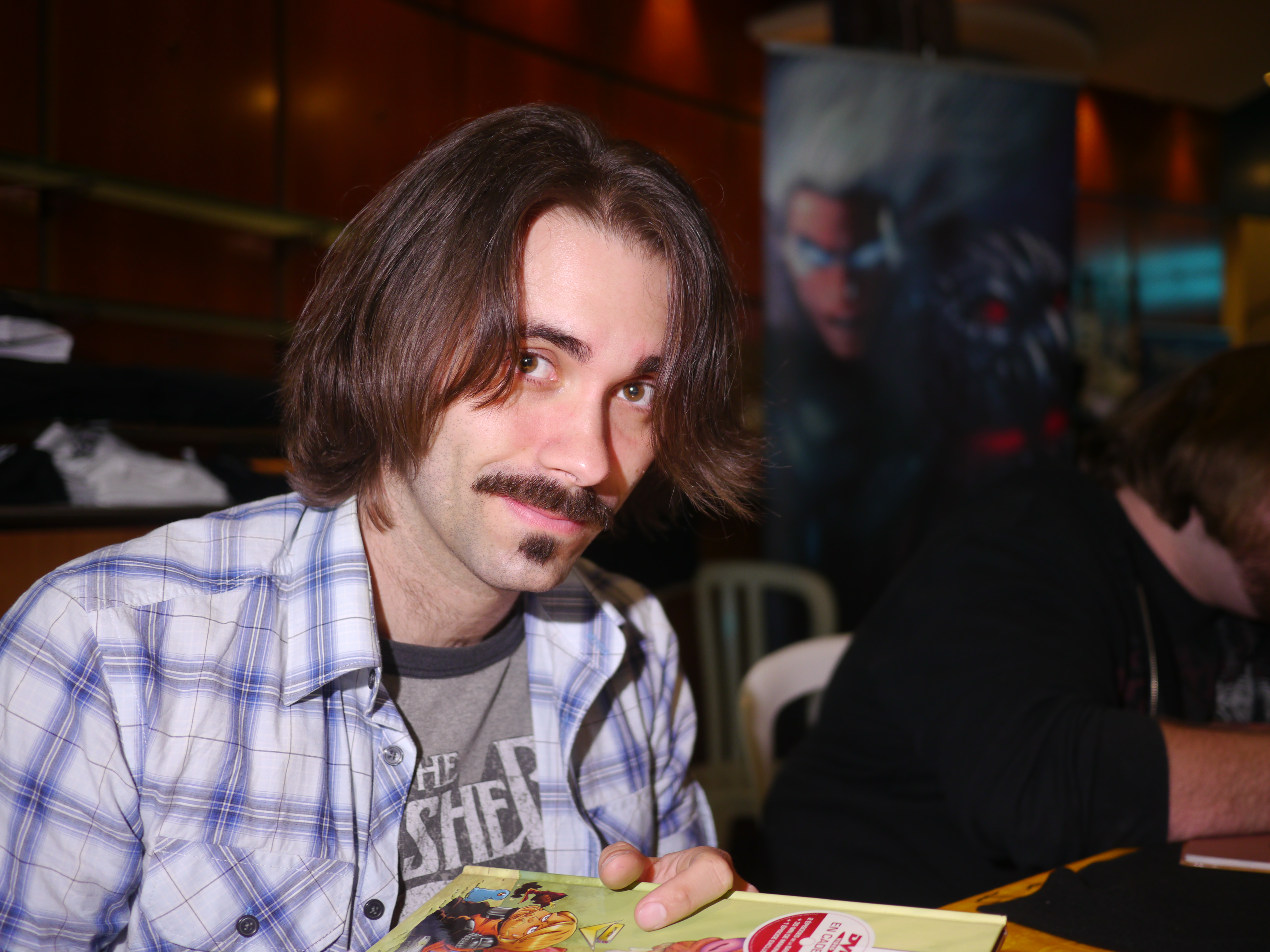
Sparadrap (Noob)
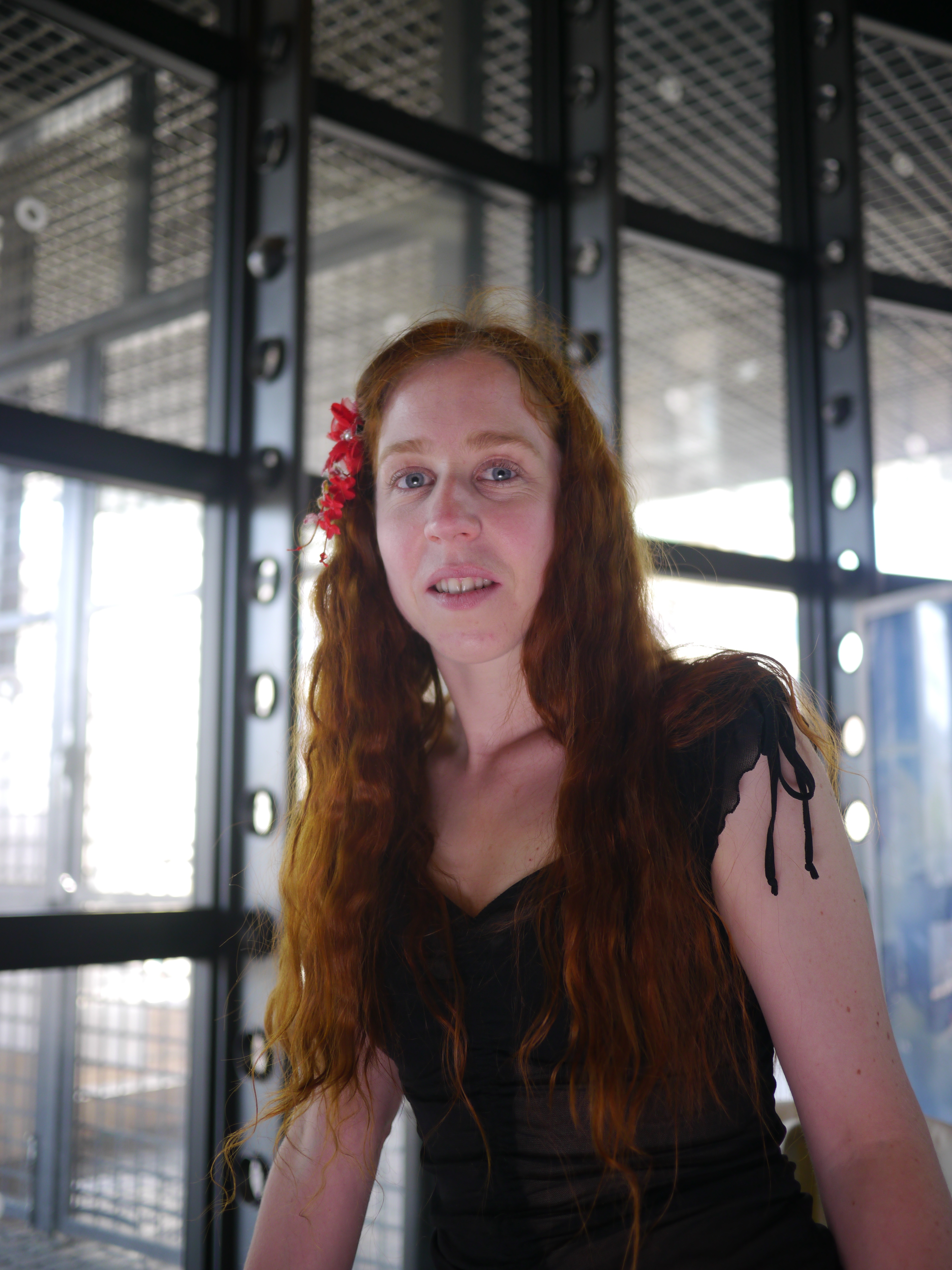
Cécile Corbel
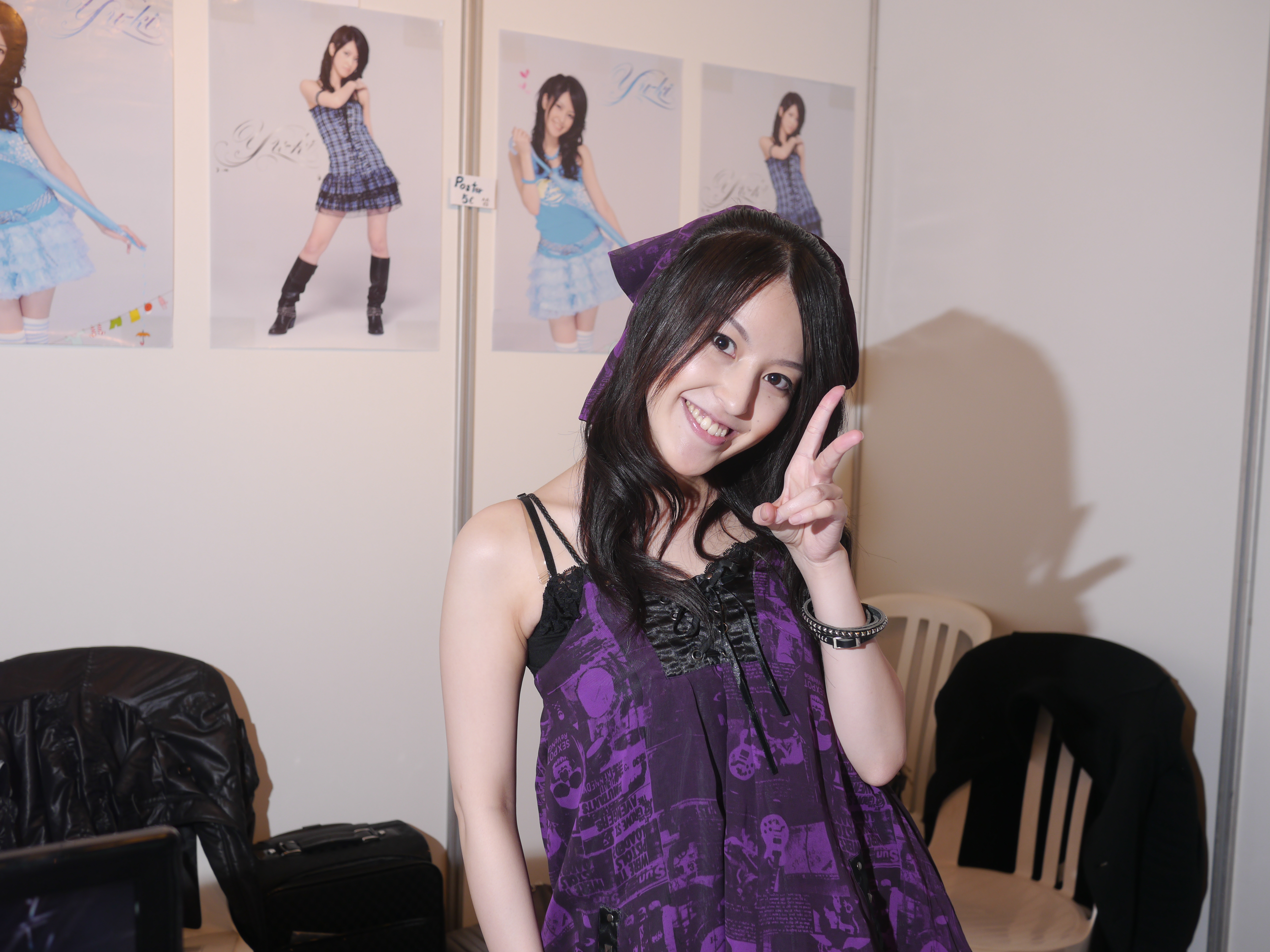
Yuuko
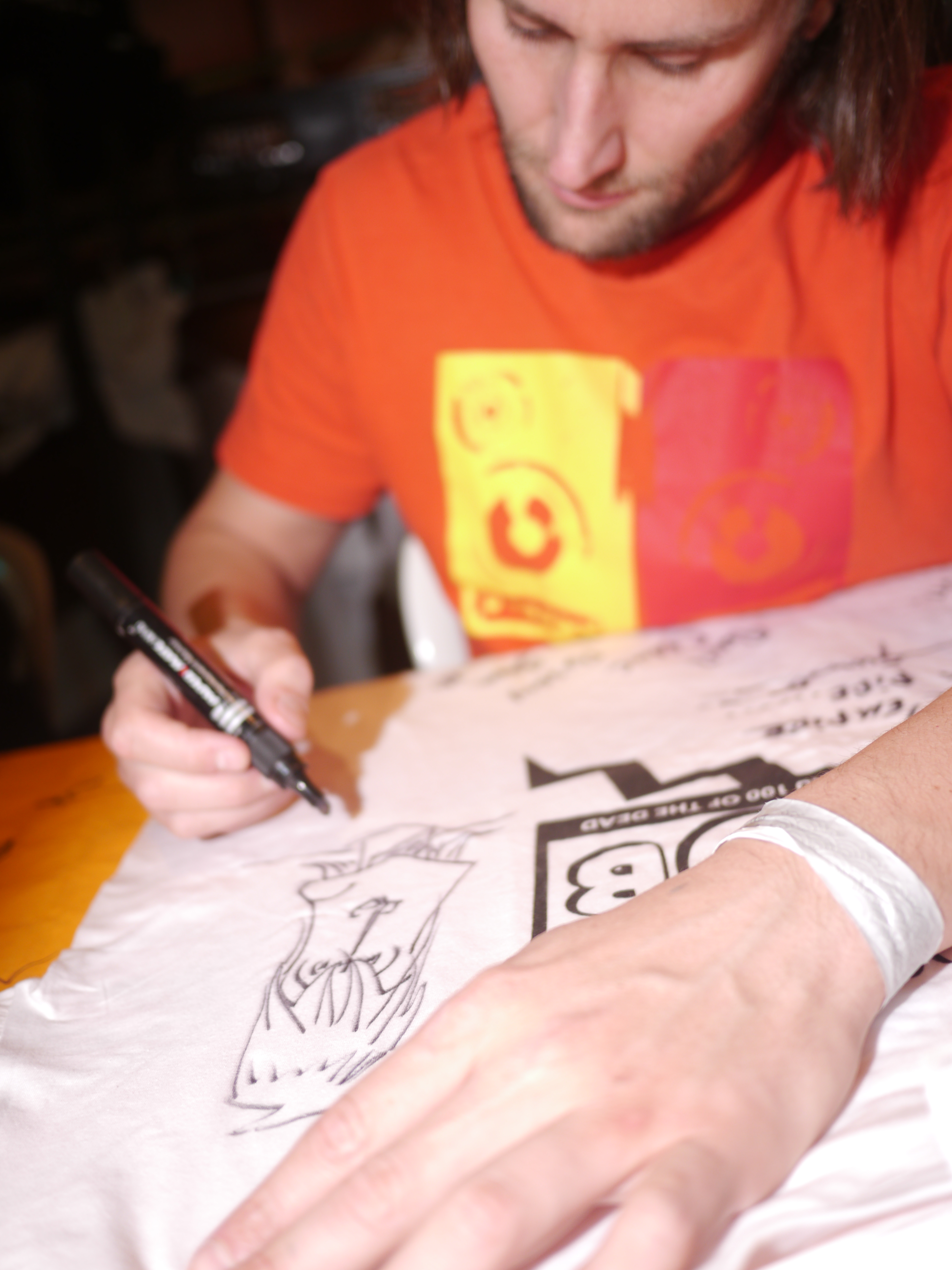
Dark Avenger (Noob)
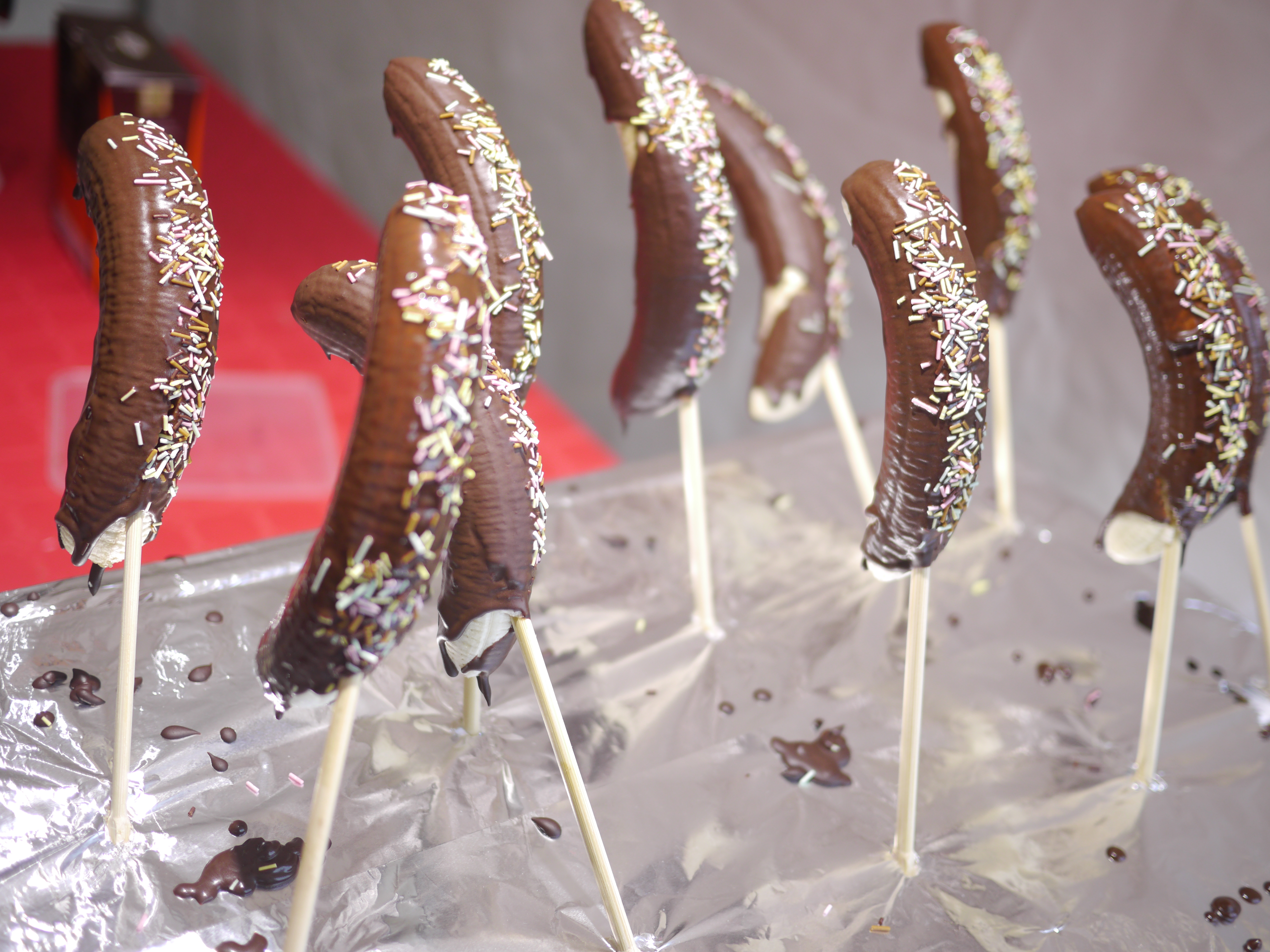
Ambiance
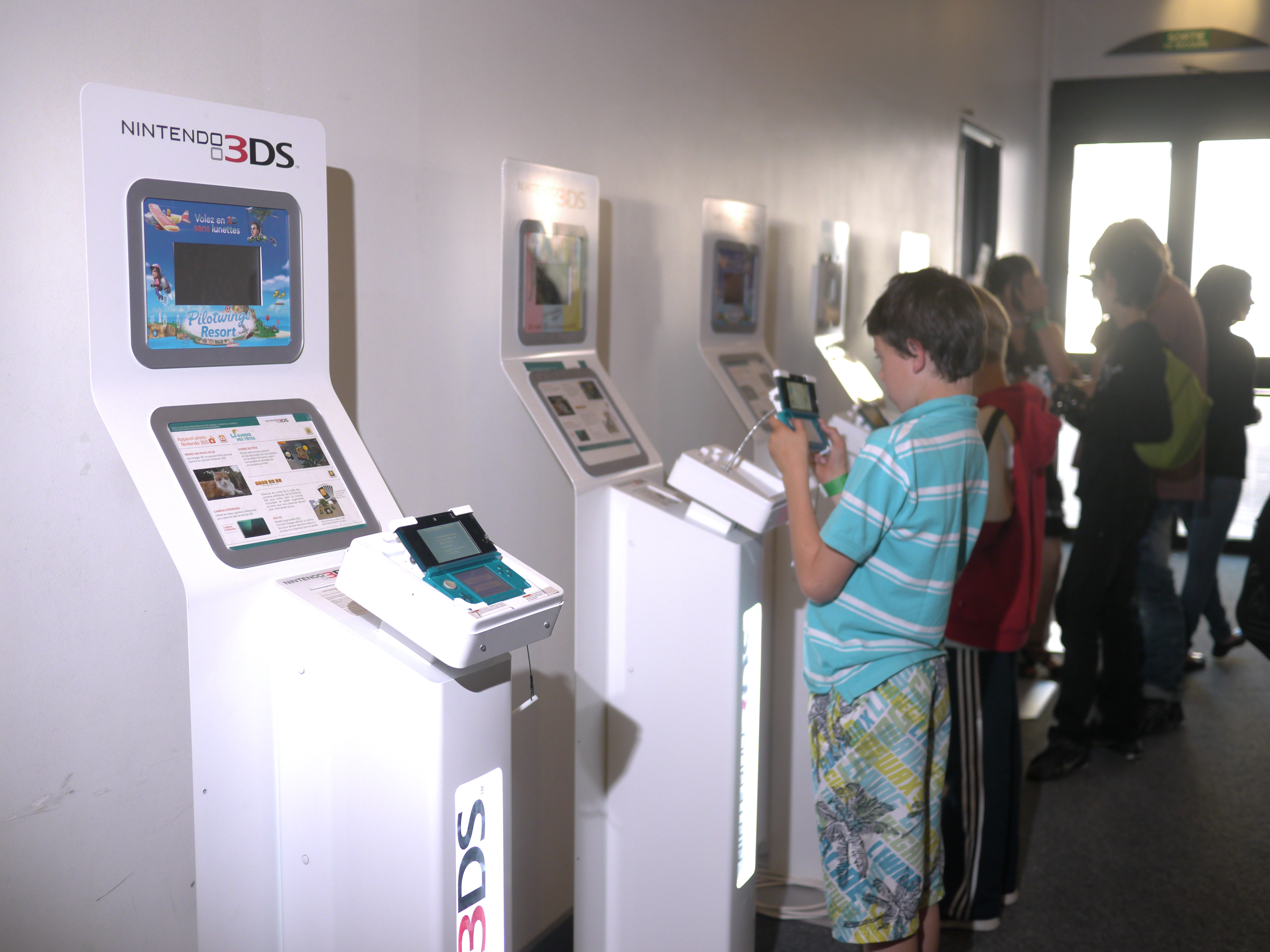
Ambiance
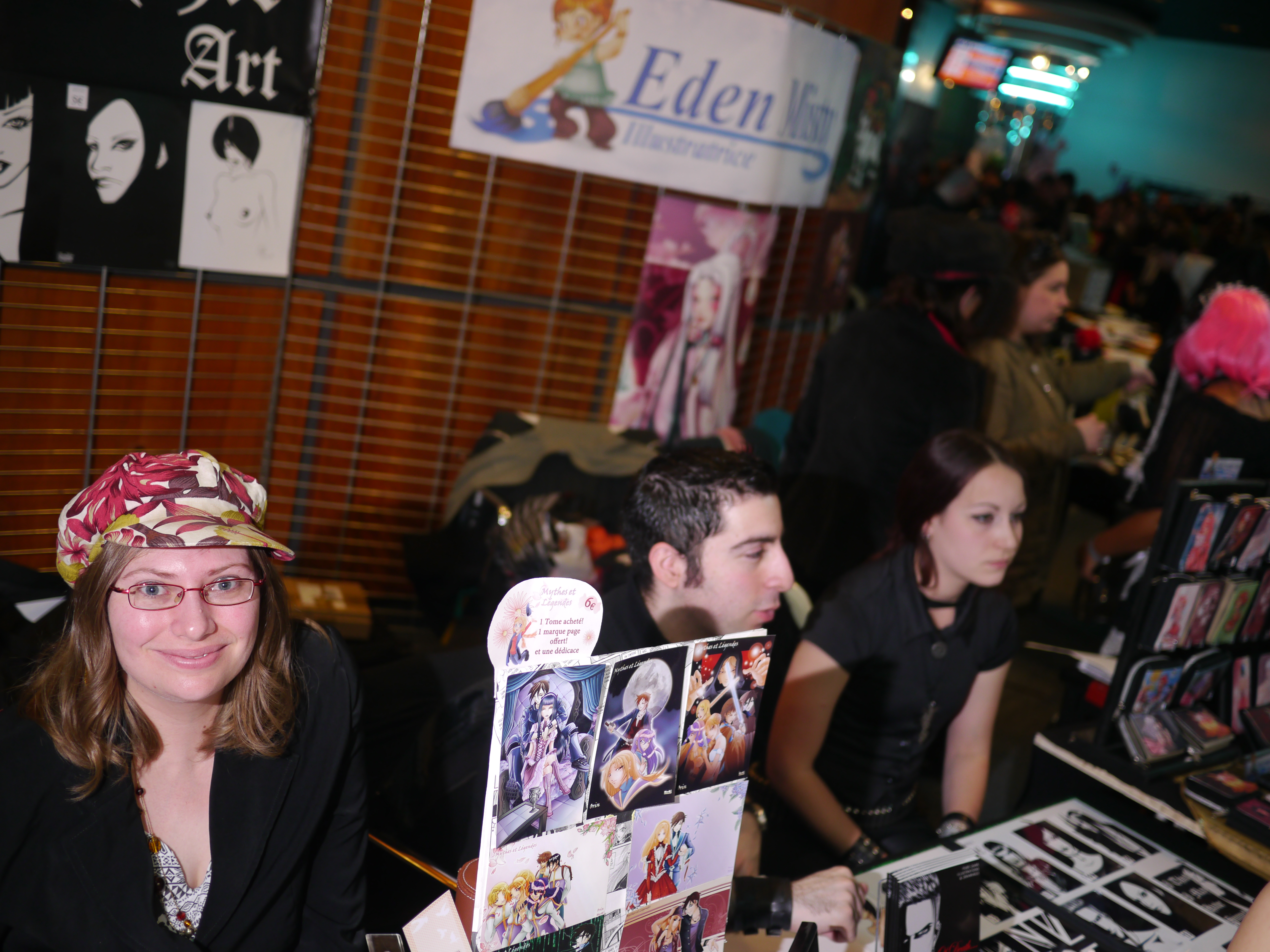
Eden Misty
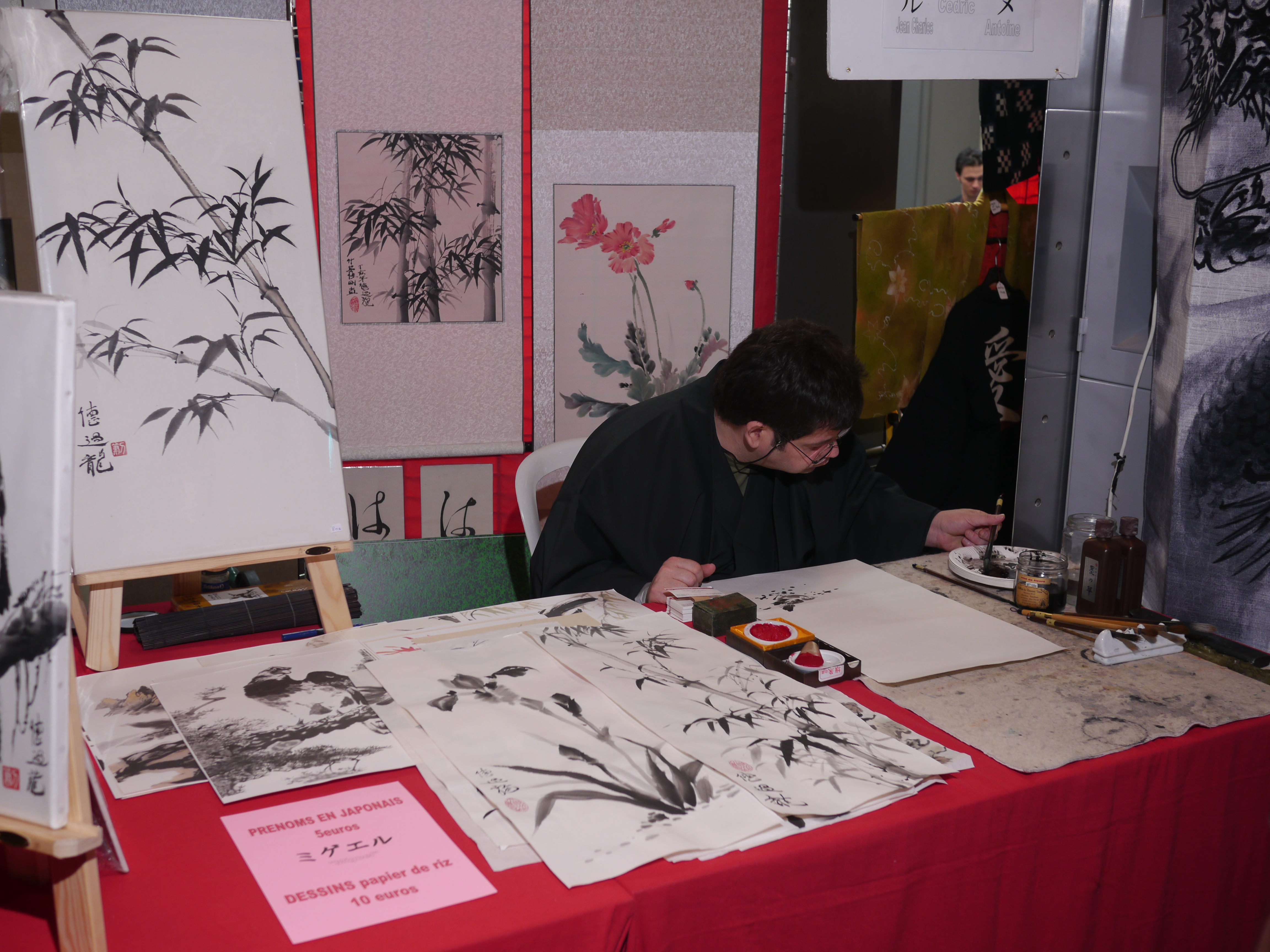
Ambiance
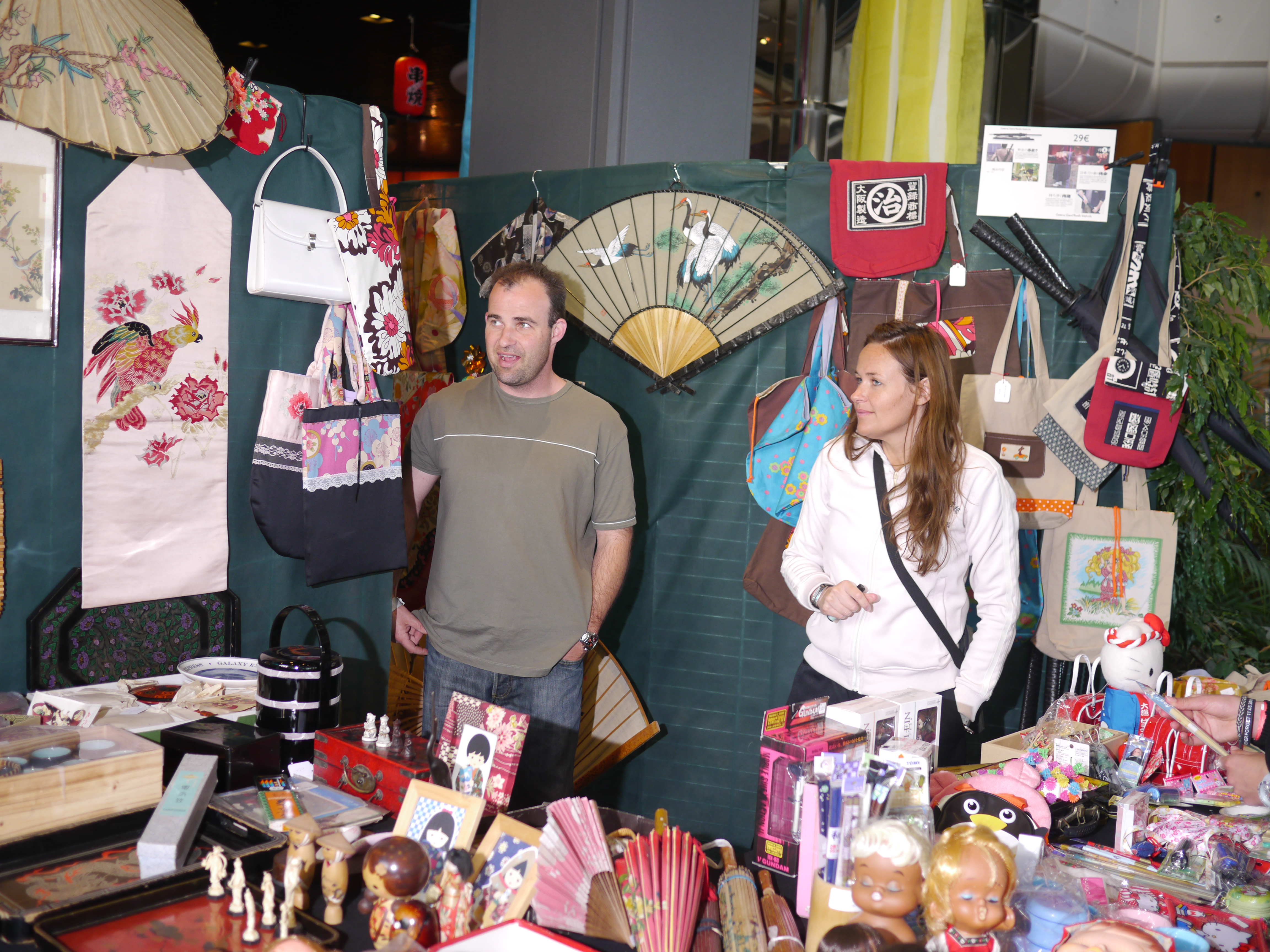
Ambiance
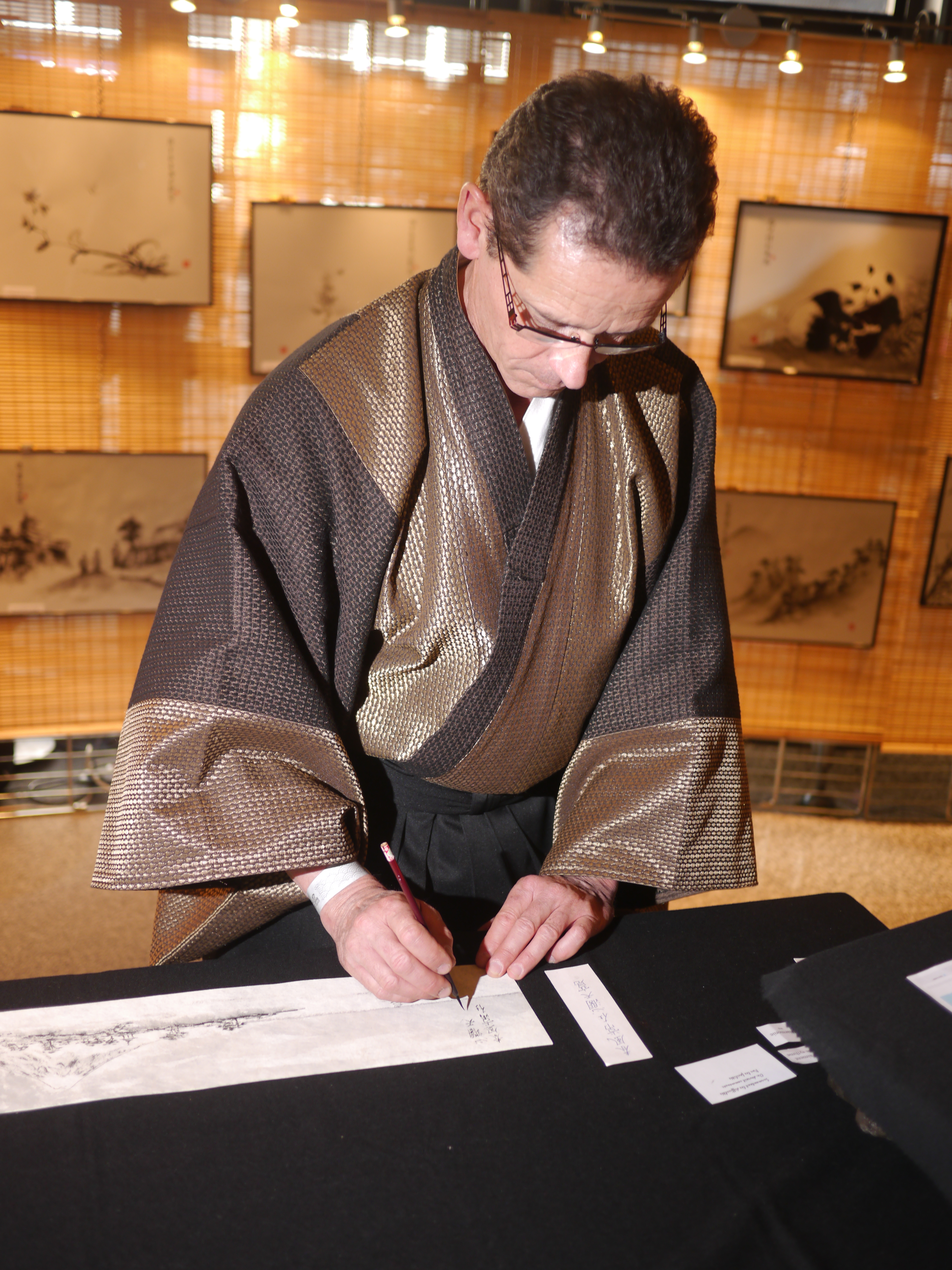
Ambiance
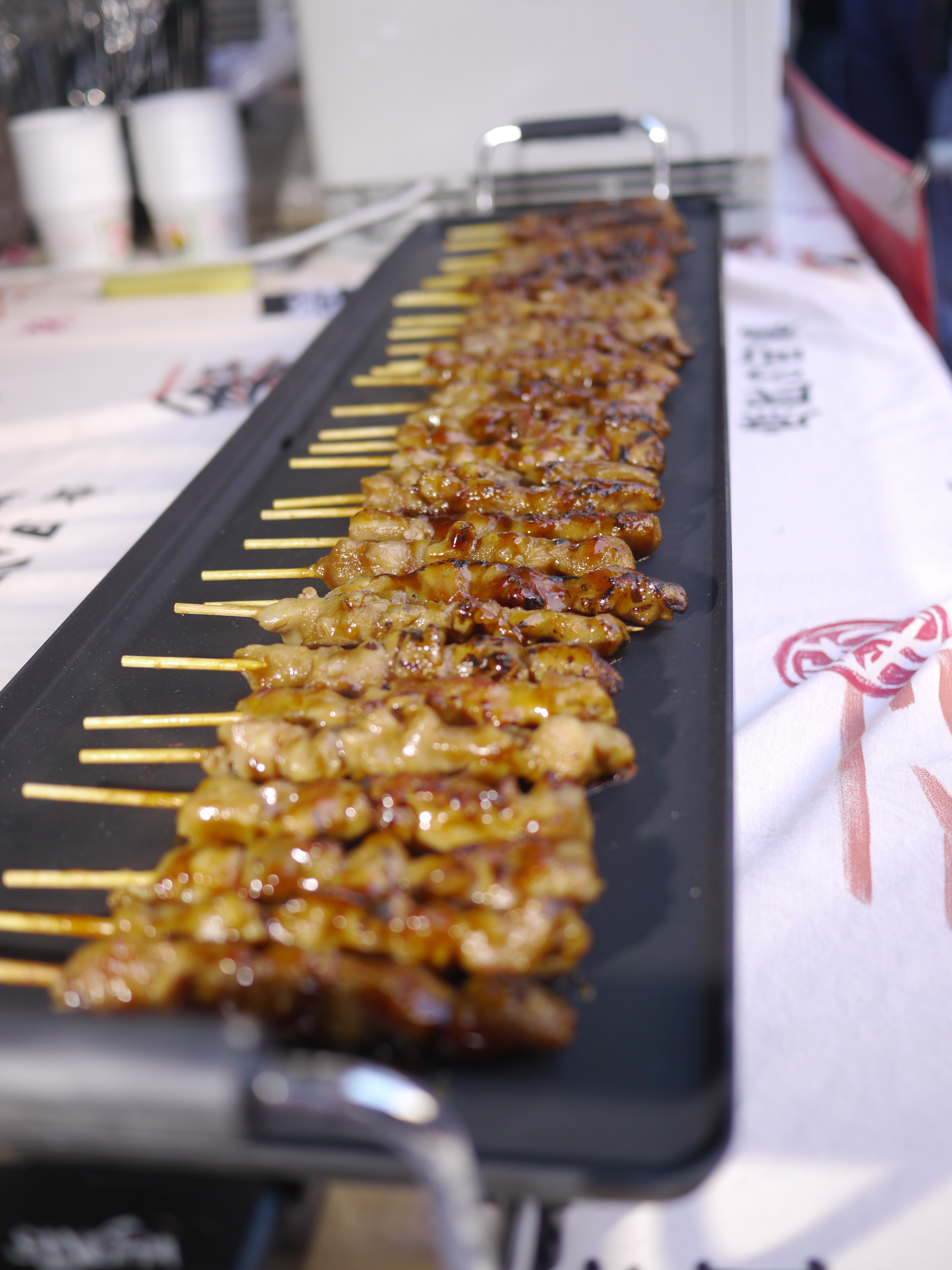
Ambiance
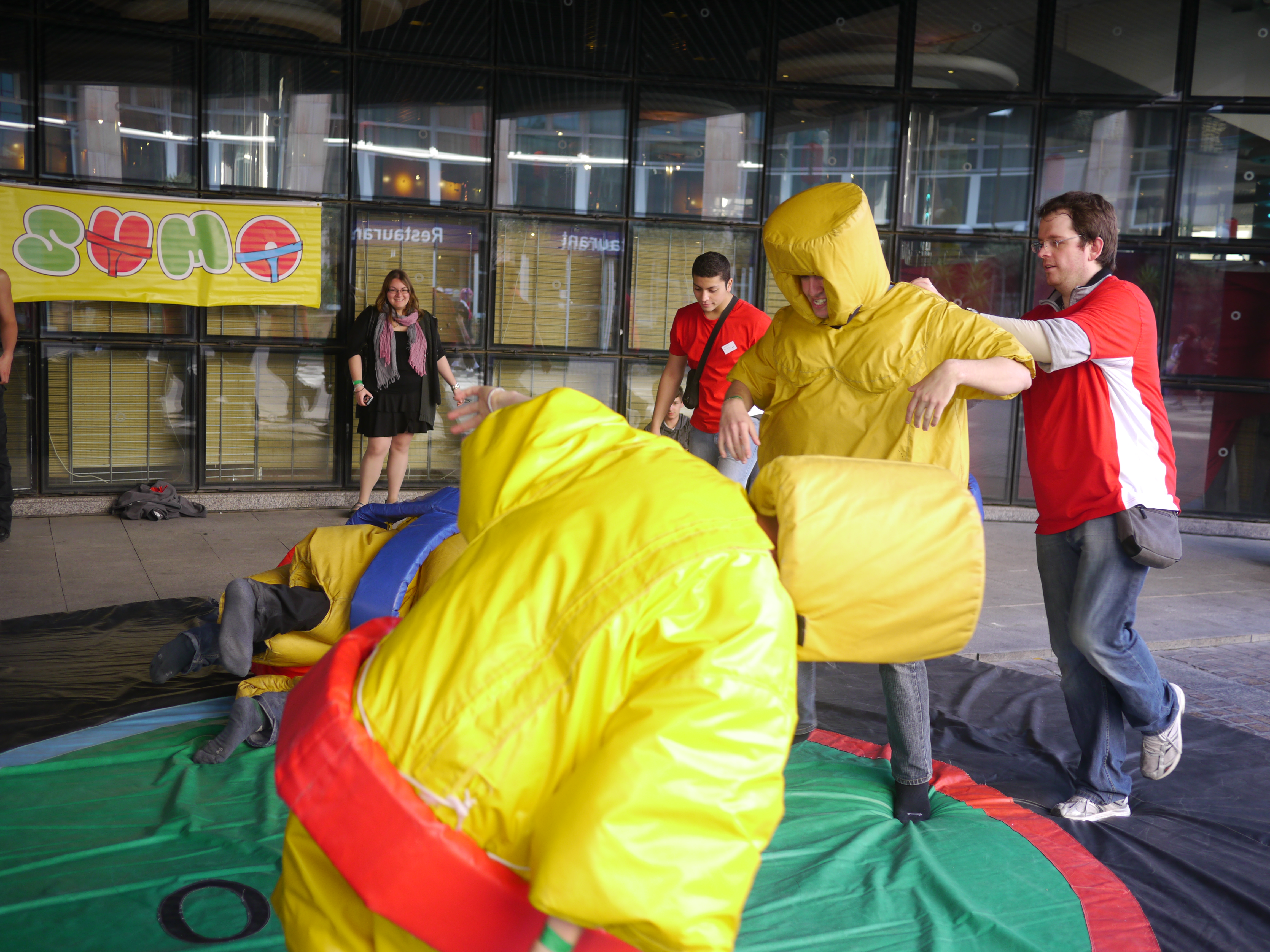
Ambiance
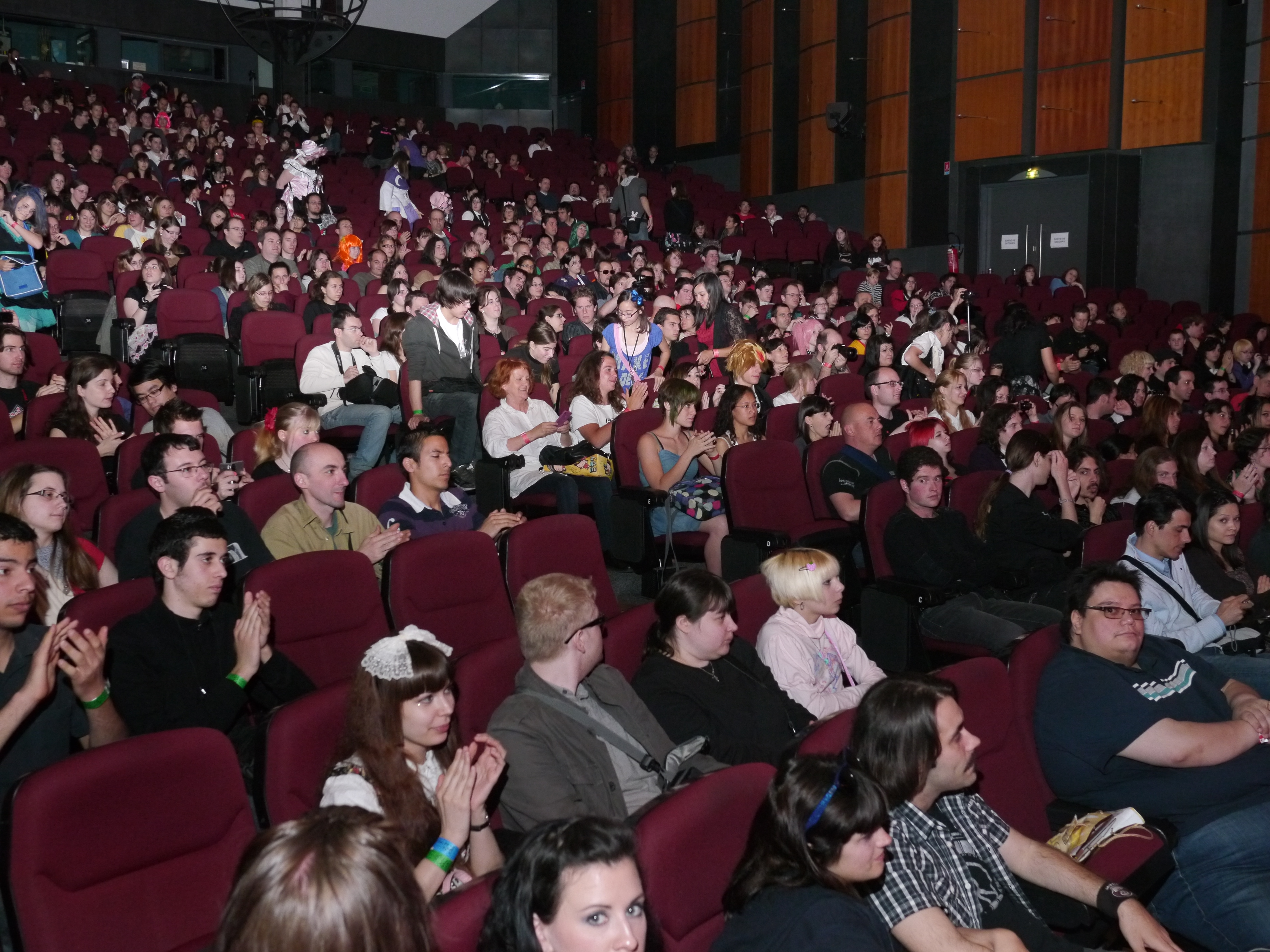
Cécile Corbel
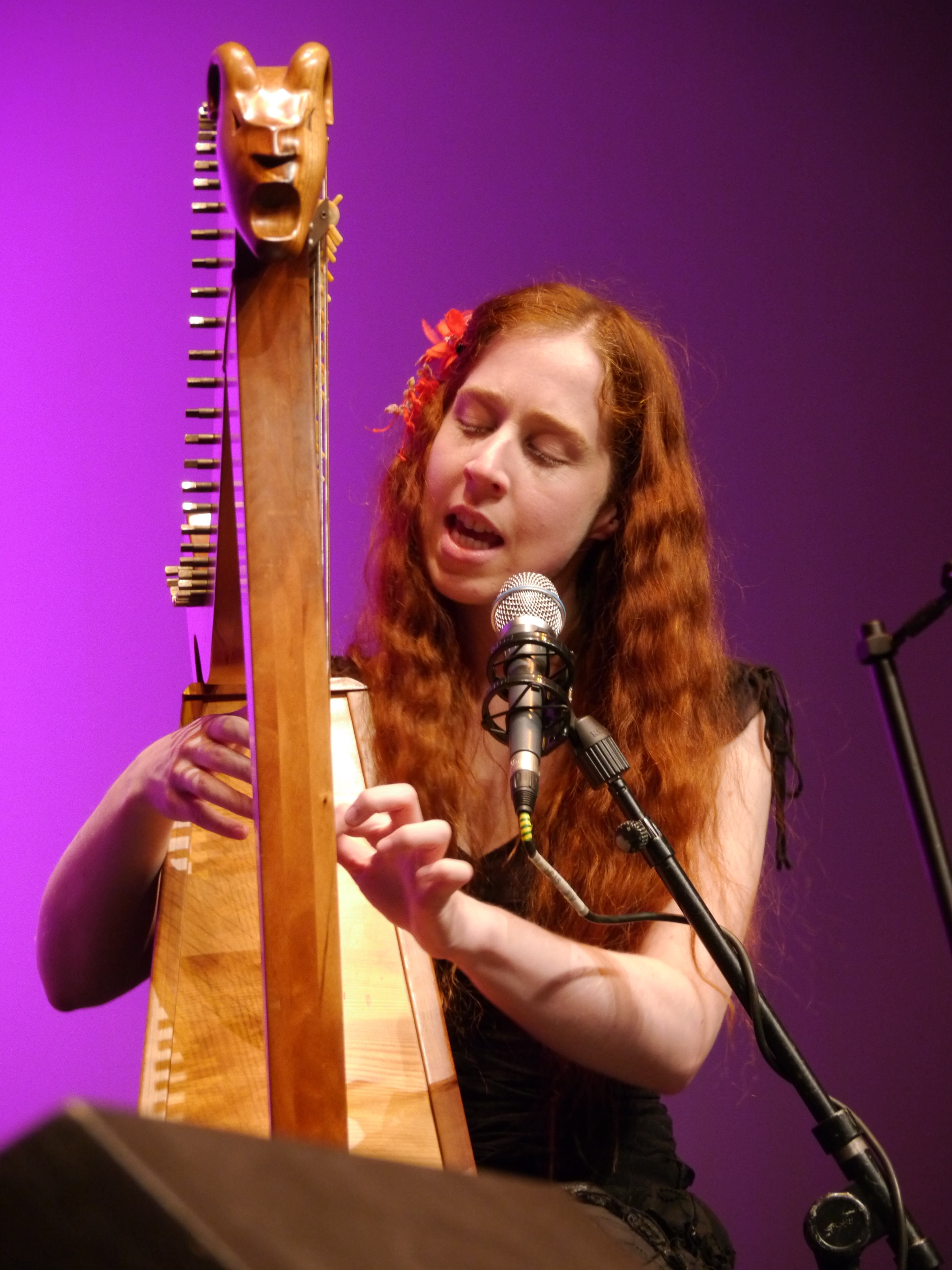
Concert Cécile Corbel
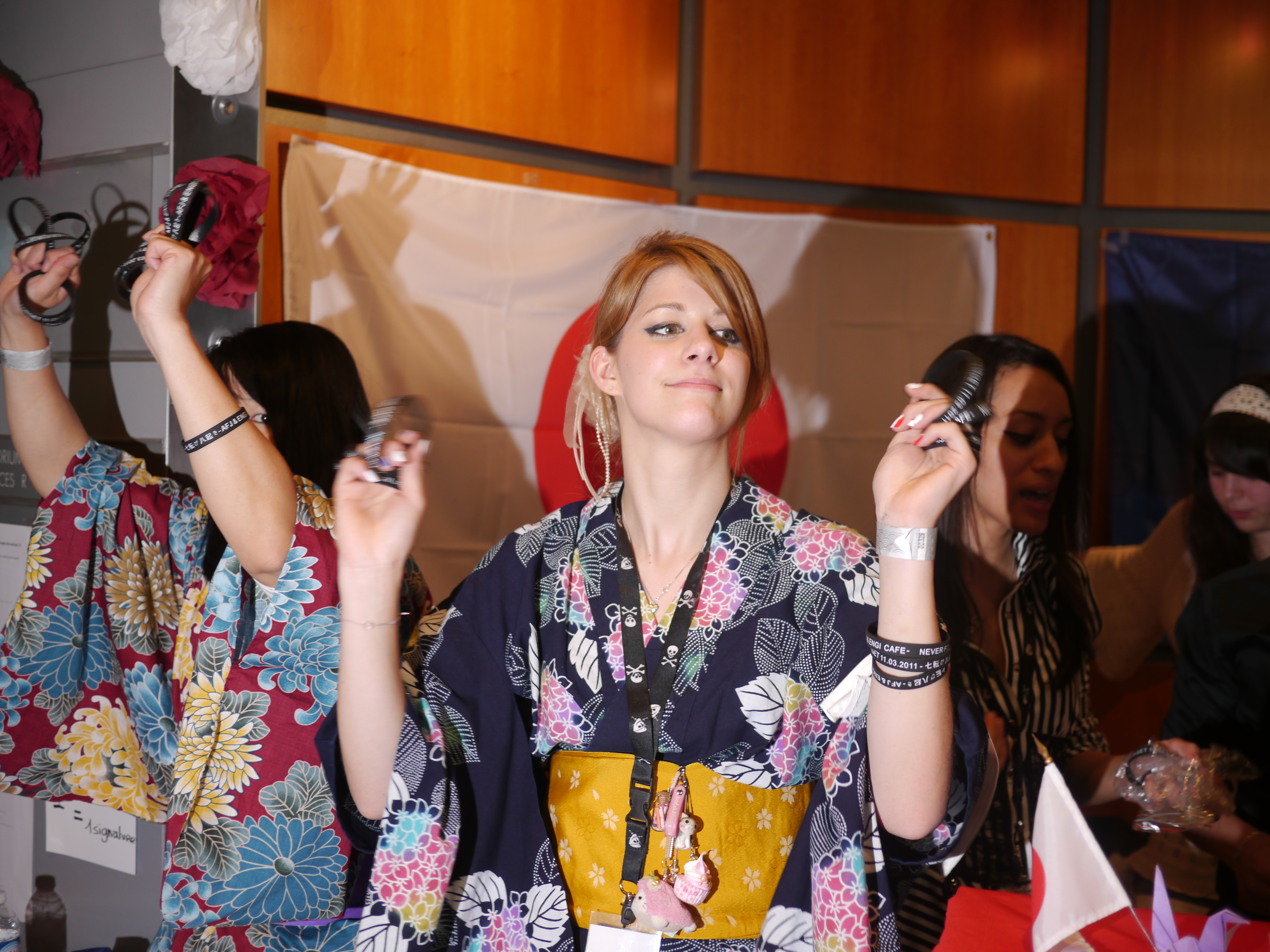
Engi Café

### Édition 2012 – Hanami: Les cerisiers en fleur
L'édition s'est passée le 21 et 22 avril et a réuni près de 10 800 personnes.
Chaque étage du palais Neptune est sous le signe d’une thématique particulière :
- Rez-de-chaussée : Artistes amateurs
- 1er étage : Otaku-Goodies
- 2e étage : Pop-culture
- 3e étage : Culture traditionnelle